# Artillerie

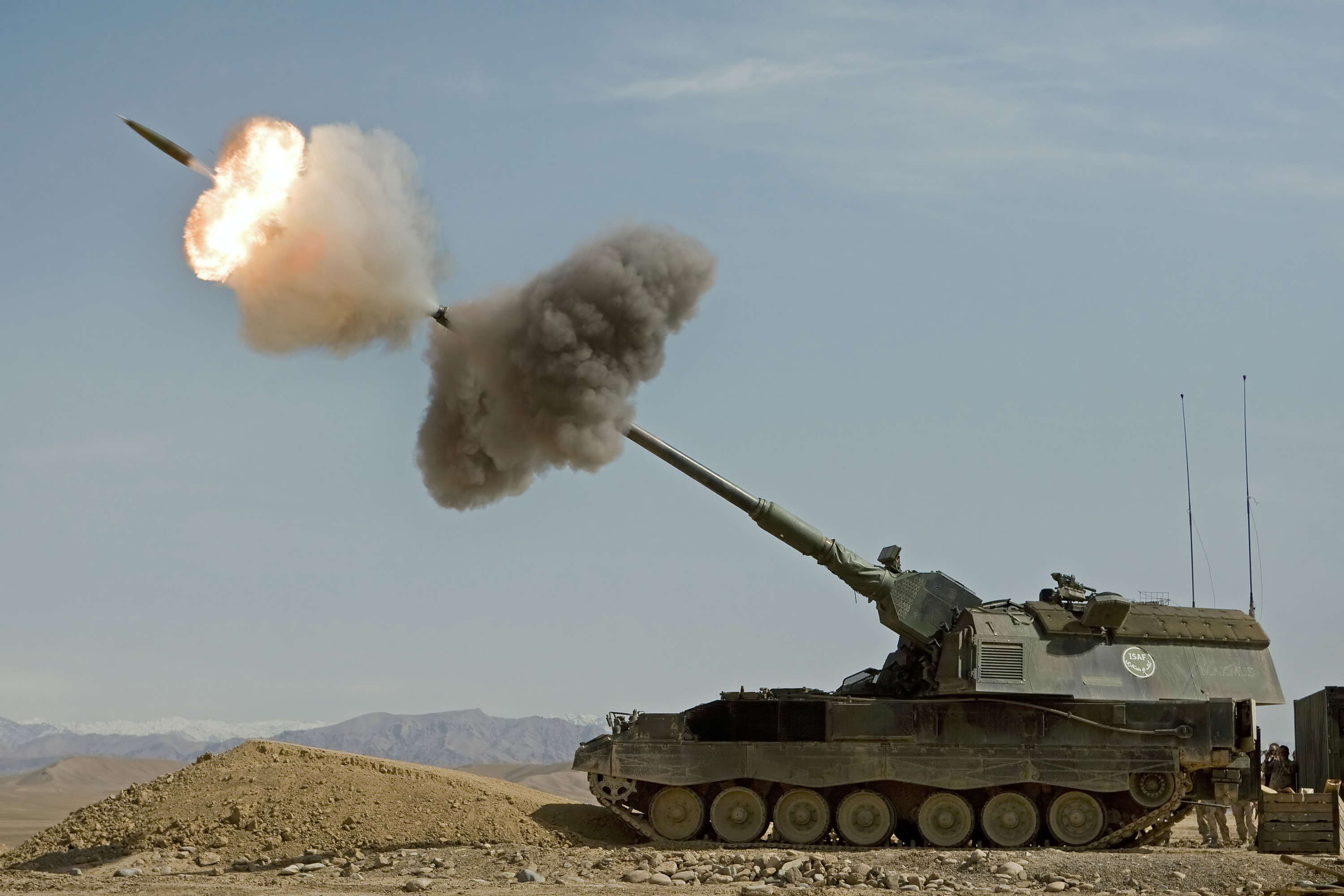
Panzerhaubitze 2000, ein selbstfahrendes gepanzertes Artilleriegeschütz

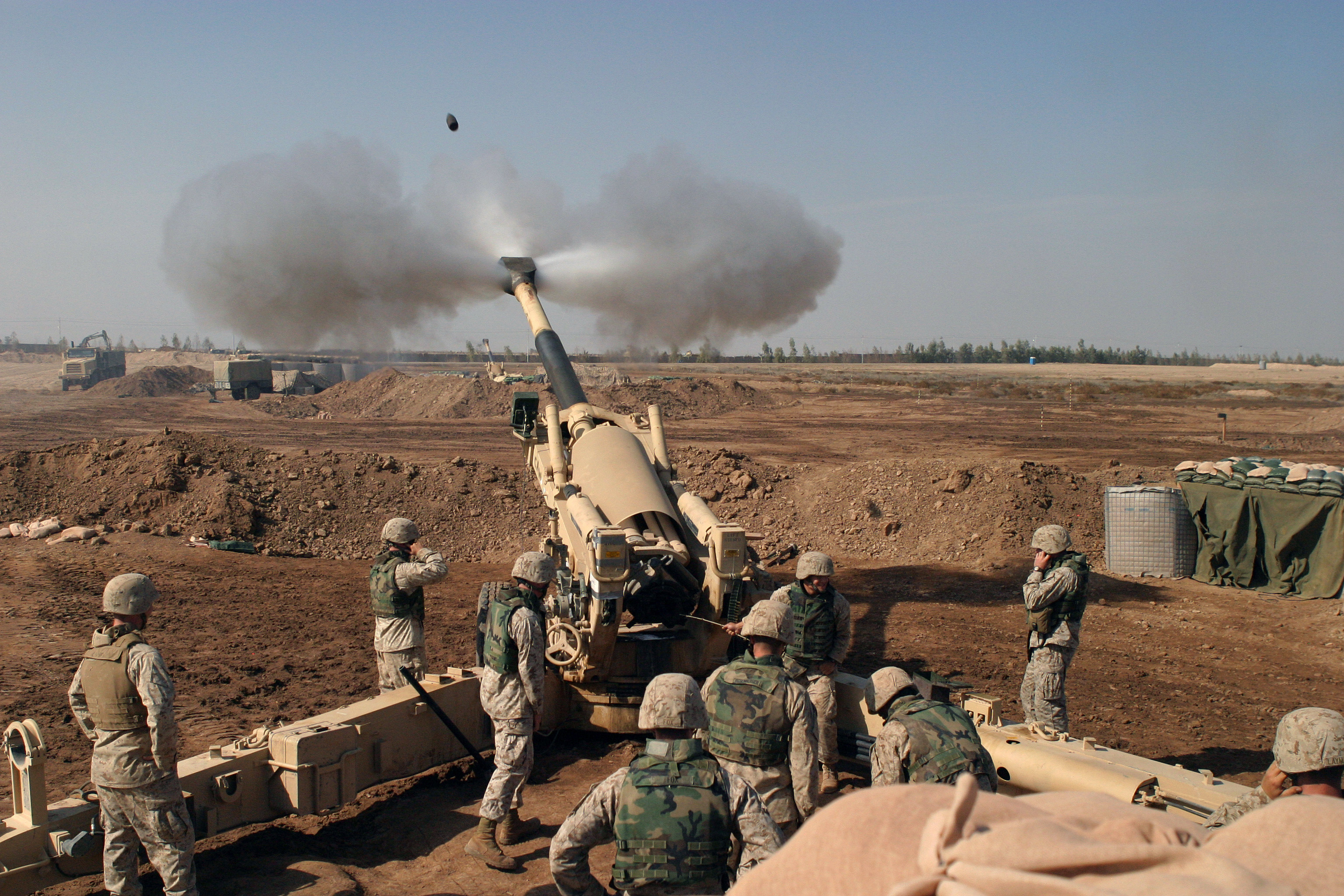
Feldartillerie beschießt Falludscha, 2004

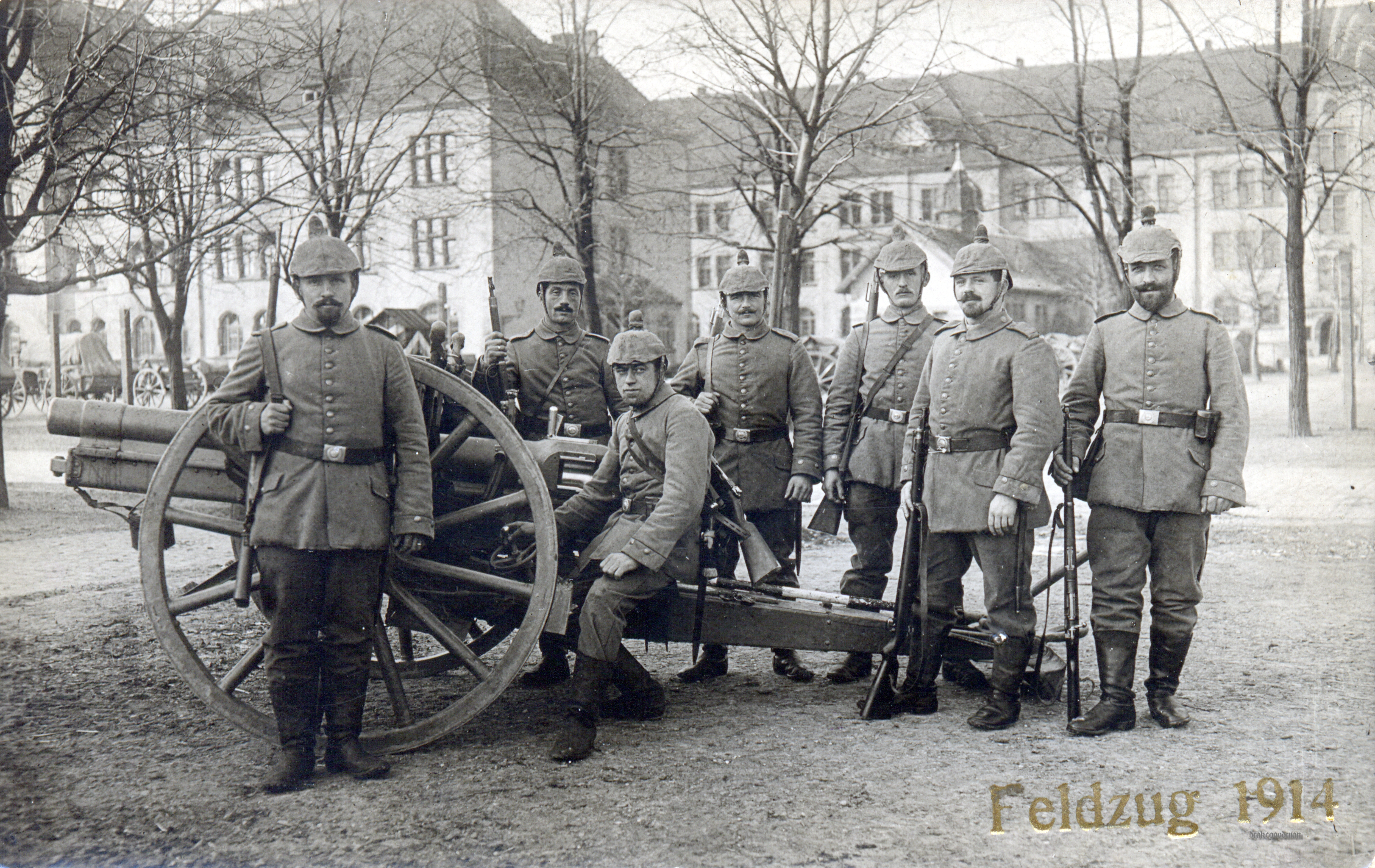
Artilleriebedienmannschaft mit 7,7-cm-Feldkanone 96 n. A., 1914

Artillerie (deutsch: Geschützwesen) ist der militärische Sammelbegriff für großkalibrige Geschütze und Raketenwaffen und auch der Name der Truppengattung, die diese Waffen einsetzt. Ihre Angehörigen werden als Artilleristen bezeichnet.
Im 19. Jahrhundert bildete die Artillerie „in den Organisationen der Heere neben der Infanterie und der Cavalerie die dritte Hauptwaffe,“ also Kanonen neben Fußvolk und Reiterei. Heute gibt es ballistische Geschütze in allen Teilstreitkräften (Heer, Luftwaffe, Marine).

## Begriffe

### Etymologie

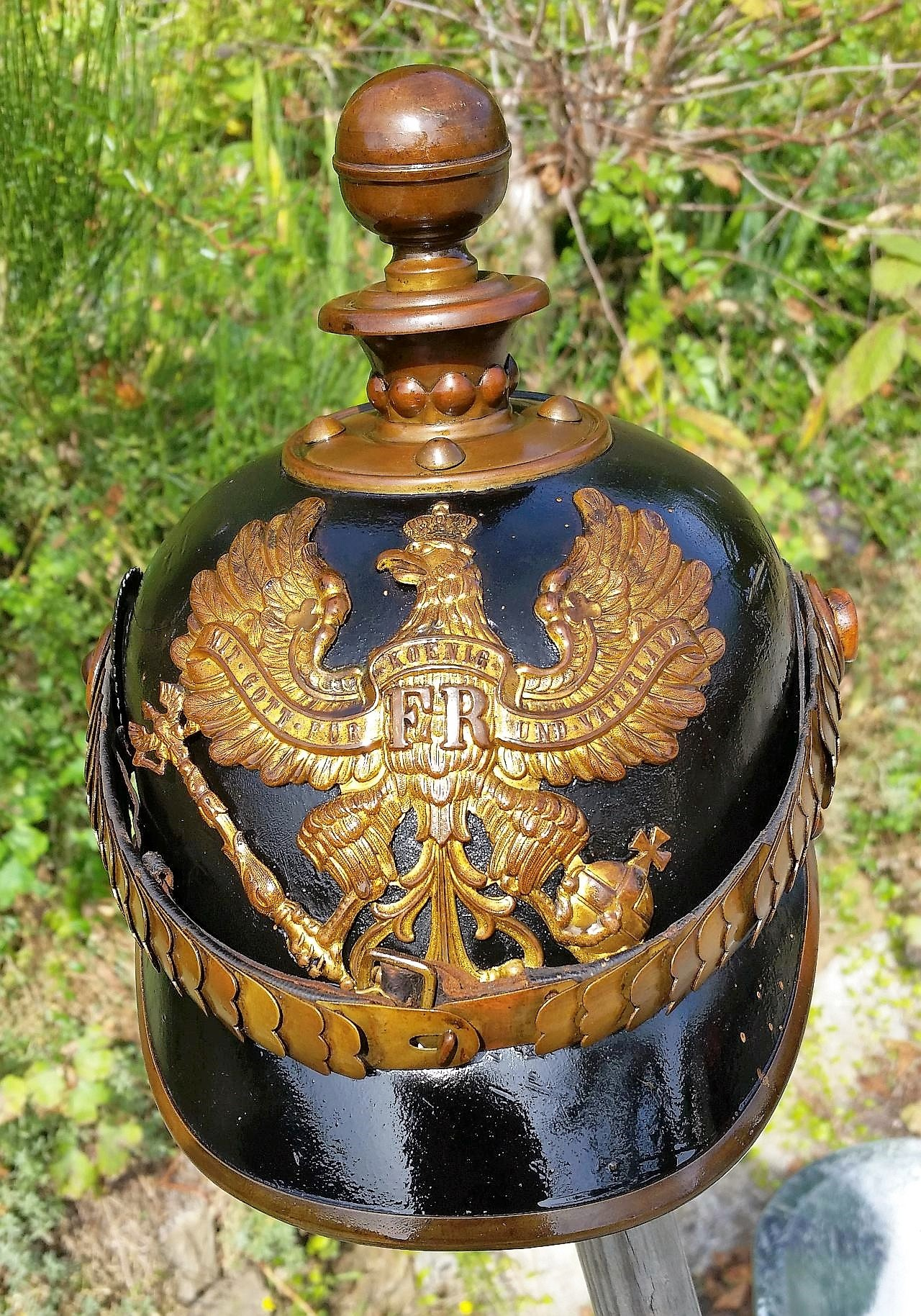
Kugel statt Pickel auf dem Helm als Artillerietruppenkennzeichen bei preußischem Artilleriehelm

Artillerie (französisch über provenzalisch artilla, „Festungswerk“, von mittellateinisch articula, abgeleitet von ars „Kunst“) ist ein Fremdwort, dessen Verwendung im Deutschen seit dem 17. Jahrhundert bezeugt ist. Ursprünglich wurde es mit der Bedeutung „Geschütz“ verwandt, später bezeichnete es die Waffengattung der schweren Geschütze und die Truppeneinheiten, die sie bedienten. Entlehnt ist das Wort aus dem Französischen, wo das Wort artillerie für Geschütze oder die Gesamtheit des schweren Kriegsmaterials stand. Dieses Wort wiederum leitet sich von dem altfranzösischen Verb „artillier“ ab, das für „mit Kriegsgerät ausrüsten“ steht.

### Abgrenzung
Der Name Artillerie, entlehnt im 16. (als Artelarei und Artelarey) und im 17. Jahrhundert aus dem Französischen, geht auf das Altfranzösische artill(i)er (mit Gerätschaft ausrüsten) zurück, wahrscheinlich einer Ableitung vom altfranzösischen tire (Ordnung, Reihe).
Die Artillerie ist in vielen Streitkräften, insbesondere in der Teilstreitkraft Heer, eine Waffengattung. Die Abgrenzung anhand der Waffenart – großkalibrige Rohrwaffe – ist nach dem Aufkommen von Raketenartillerie nicht mehr eindeutig.
Die Definition der Truppengattung ist weitgehend durch eine funktionelle Sichtweise ersetzt. Im Allgemeinen werden im Heer diejenigen Truppen zur Artillerie gezählt, die feindliche Bodenziele mittels großkalibriger Geschütze und mittels Raketenwerfer durch Steilfeuer bekämpfen.
Die Organisation für Sicherheit und Zusammenarbeit in Europa (OSZE) definiert den Begriff „Artillerie“ im Vertrag über Konventionelle Streitkräfte in Europa (KSE-Vertrag) von November 1990 in Artikel II wie folgt: „Artillerie“ bezeichnet großkalibrige Systeme, die Bodenziele in erster Linie durch Schießen im indirekten Richten bekämpfen können. Solche Artilleriesysteme bieten Truppenteilen der verbundenen Waffen die unerlässliche Unterstützung durch Feuer im indirekten Richten. Großkalibrige Artilleriesysteme sind Kanonen, Haubitzen sowie Artilleriewaffen, die Eigenschaften von Kanonen und Haubitzen miteinander verbinden, und Mörser sowie Mehrfachraketenwerfersysteme mit einem Kaliber von 100 Millimetern und darüber. Außerdem fallen alle künftigen großkalibrigen Systeme zum Schießen im direkten Richten, wenn sie sekundär zum Schießen im indirekten Richten geeignet sind, unter die Artillerieobergrenzen.
Die Flugziele bekämpfende Flakartillerie zählt in vielen Heeren als eigene Truppengattung oder ist Teil der Luftstreitkräfte, wo zumeist keine Truppengattungen eingeteilt sind. Die Marineartillerie ist eine Laufbahnverwendung, jedoch keine Truppengattung, da die Marine diese meist nicht definiert. Unterteilt wird in Schiffsartillerie, die als organischer Teil einer Schiffsklasse angesehen wird, und in früheren Zeiten in die Küstenartillerie.

### Unterteilung

Taktisches Zeichen der NATO für Rohrartillerie (blau bei Freundtruppenteilen)

Taktisches Zeichen für Panzerartillerie

Historisch wird die Artillerie der Landstreitkräfte unterschieden nach Geschützart:
- Wurfmaschinen, die von der Antike bis zum 16. Jahrhundert verwendet wurden.
- Rohrartillerie – seit dem 15. Jahrhundert mit Geschützen ausgestattet, bildete im Laufe der Geschichte verschiedene Untergruppen
- Raketenartillerie (in China entwickelt, in Indien gegen die Briten eingesetzt und von diesen übernommen).

und nach Verwendung
beim Landheer
- Schwere Artillerie mit
  - Festungs- und Belagerungsartillerie
  - Fußartillerie als schwerer Artillerie des Feldheeres (bespannte Geschütze, die Artilleristen zu Fuß und in Deutschland um 1900 mit Gewehr sowie Bajonett bewaffnet) – Infanteriegroßverbänden unterstellt

- Leichte Artillerie
  - Feldartillerie als historischer Truppengattungsverbund, unterteilt in
    - Fahrende Artillerie (tw. ebenfalls Fußartillerie genannt, die Bedienung seit dem 18./19. Jhd. mit eigenen Sitzen auf Protze und Lafette, mitunter auch auf Handpferden oder Transportkarren sitzend; in Deutschland um 1900 bewaffnet mit Bajonett und Pistole, jedoch kein Gewehr) – Infanteriegroßverbänden unterstellt
    - Reitende Artillerie (umgangssprachlich auch Fliegende Artillerie; schneller manövrierbar als die Fahrende Artillerie, Artilleristen gänzlich beritten; bewaffnet mit Kavalleriesäbel) – Kavalleriegroßverbänden unterstellt

bei der Marine
- Schiffsartillerie mit Rohr- und Raketensystemen
- Küstenartillerie

bei der Luftwaffe
- Flakartillerie mit Flak kurzer und mittlerer Reichweite
- FlaRak-Fliegerabwehrverbände mit Raketensystemen kurzer und mittlerer Reichweite

Modern wird die Artillerie des Heeres unterschieden in
- Rohrartillerie
  - Panzerartillerie mit Panzerhaubitzen, seltener Kanonen als gepanzerte Selbstfahrlafetten,
  - Feldartillerie mit gezogenen oder selbstfahrenden Geschützen – Sonderformen sind die luftverlastbare Luftlandeartillerie und die zerlegt auf Tragtieren transportierbare Gebirgsartillerie, letztere wurde in den meisten Heeren durch normale weitreichende Artillerie abgelöst,
    - gezogen, z. B. FH 70, M777
    - Selbstfahrlafette Rad oder Kette lufttransportfähige Artilleriesystem Archer oder DANA
    - Luftlandeartillerie früher mit rückstoßfreien Geschützen, in der Bundeswehr auch zeitweilig LARS
    - Gebirgsartillerie mit Gebirgsgeschützen
- Raketenartillerie (in moderner Form seit dem Zweiten Weltkrieg) mit Boden-Boden-Werfersystemen, z. B. Leichtes Artillerieraketensystem, MLRS, ATACMS
- Aufklärende Artillerie (seit dem Ersten Weltkrieg), die – organisiert in Beobachtungsabteilungen – mittels Radar, Licht- oder Schallmesstechnik und Drohnen Artillerieziele wie gegnerische Artilleriestellungen, Bereitstellungsräume, Gefechtsstände, aber auch eigene Granateneinschläge ortet, Vermessungsaufgaben wahrnimmt und Wetterdaten auswertet.

Bedeutung haben in modernen Streitkräften überwiegend nur noch die Panzerartillerie, die Raketenartillerie mit Mittleren Artillerieraketensystemen bis mittlere Reichweite, die aufklärende Artillerie sowie in kleinerem Maße die fahrende Feldartillerie insbesondere als Luftlandeartillerie. Bis zum Ende des Zweiten Weltkriegs wurde die Infanterie noch unmittelbar durch Infanteriegeschütze von den Regimentern unterstellten Einheiten unterstützt. Diese wurden durch Mörser in Mörserkompanien der Bataillone und durch Feldkanonen für die unmittelbare Feuerunterstützung abgelöst.

### Munition
Neben den Artilleriegeschossen kann Artillerie über Raketen und Flugkörper als Wirkmittel verfügen. Der Raketenwerfer MARS kann unter anderem Raketen mit Spreng-/Splitterwirkung, Bomblettsubmunition und Panzerabwehrminen verschießen. Die Bundeswehr verfügt heute über Spreng-, Leucht-, Nebel-, Übungs- und Exzerziergeschosse.

## Einsatz

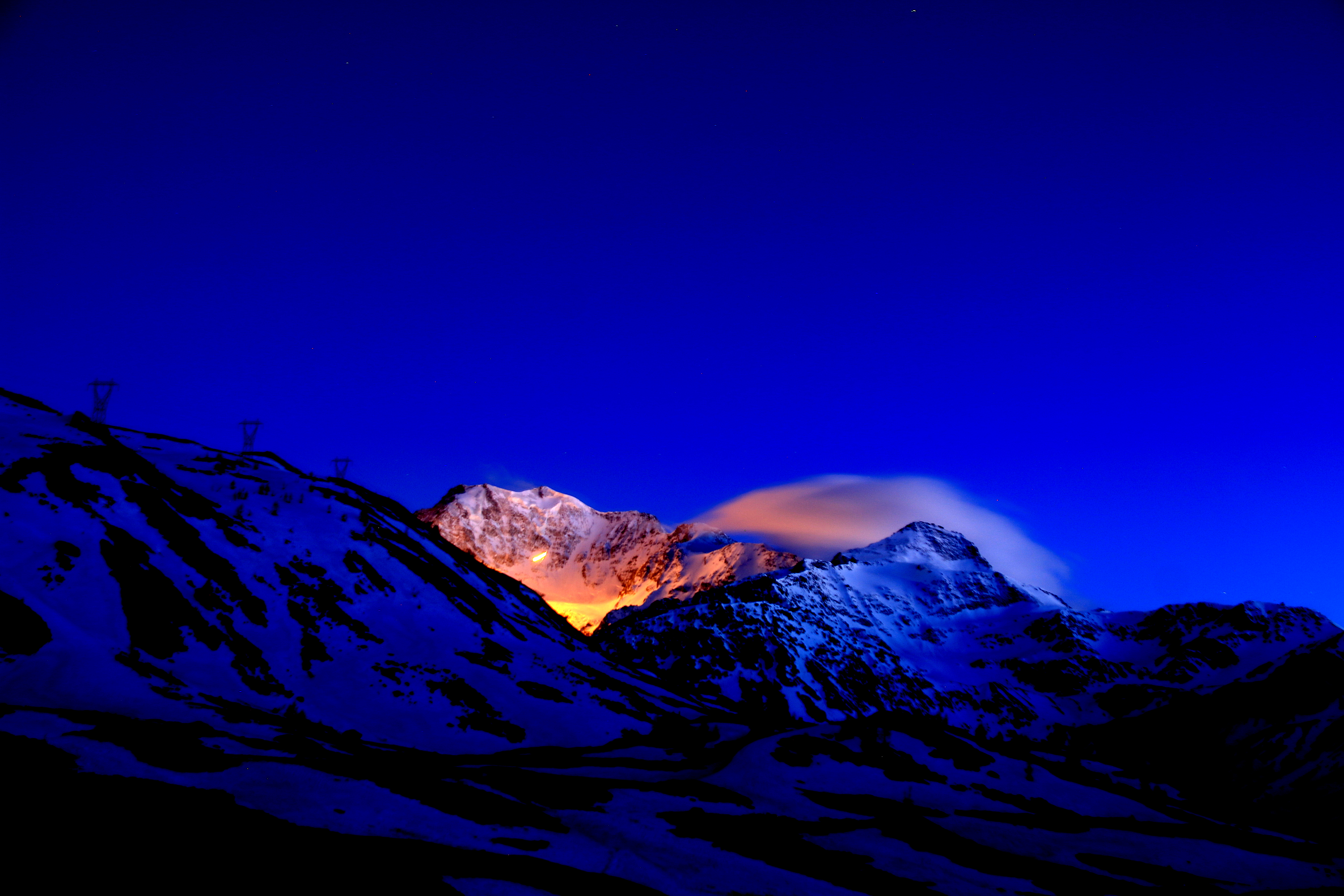
Einsatz von Artillerie-Leuchtgranaten am Fuße des Fletschhorns

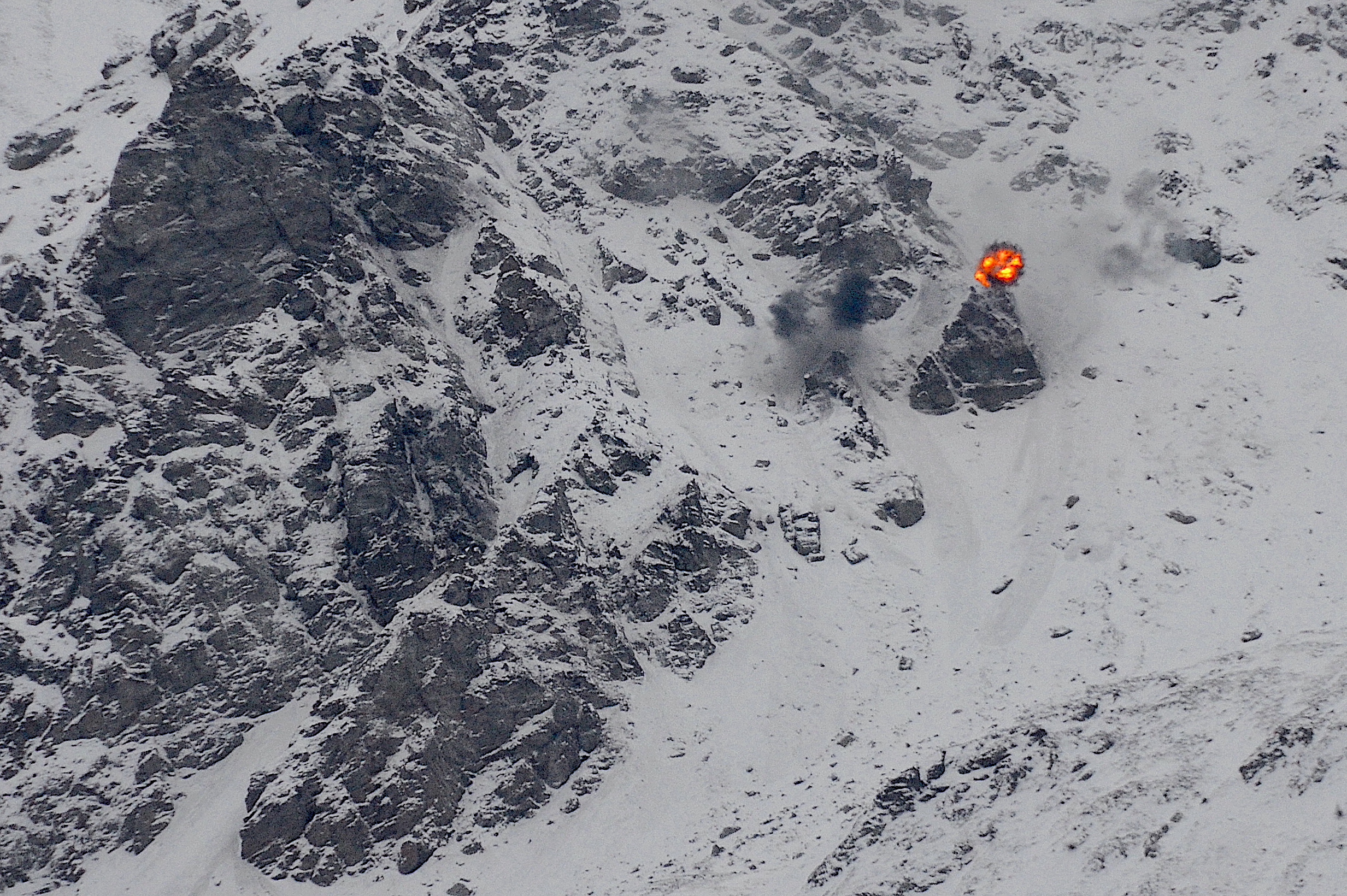
Einschlag eines Artilleriegeschosses auf dem Artillerie-Schiessplatz Simplon

### Im modernen Kampf
Indirektes Feuer ist ein Element des Gefechts der verbundenen Waffen, bei dem Feuer und Bewegung von eigenen Kampfverbänden so koordiniert wird, dass die Aufklärungs-, Wirkungs- und Bewegungsmöglichkeiten des Gegners minimiert werden. Dabei wirken direkt schießende Waffensysteme (wie z. B. Kampfpanzer, Panzerabwehrwaffen, Gewehre) eng mit indirektem Feuer von Bogenschusswaffen (Mörser, Artilleriegeschütze) und Mitteln der Luftstreitkräfte (Kampfhelikopter und Erdkampfflugzeuge) im Close Combat zusammen. Gleichzeitig ist die Artillerie das Wirkmittel im Deep Combat auf mittlere Entfernung in die Tiefe des Feindraumes, um Feinde in der Annäherung abzunutzen und diese zu erschweren.
Mit indirektem Feuer werden die eigenen Kampftruppen unterstützt, indem ein Gegner in seiner Bewegungsfreiheit eingeschränkt und damit in seiner Kampftätigkeit behindert wird. Artilleriefeuer leistet einen wesentlichen Beitrag bei Sperren, Hindernissen und im Flankenschutz. Neben ihrer Funktion als Unterstützungswaffe vermag moderne Artillerie bis zu einem gewissen Grad auch eigene unterlegene Truppen auszugleichen, indem sie mit rasch verlegbarem Feuer in Räume wirkt, in denen sich keine eigenen Truppen befinden.
Indirektes Feuer mit Bogenschusswaffen wird nicht nur von staatlichen Streitkräften eingesetzt, sondern auch von nichtstaatlichen bewaffneten Gruppen, beispielsweise mittels ungelenkter Raketen, Mörser oder einzelner Artilleriegeschütze.

#### Indirekte Feuerunterstützung auf kurze Distanz
Kampfverbände der taktischen Stufe (Bataillone) bekämpfen Ziele auf kurze Distanz (bis 10 Kilometer) mit Mörsersystemen. Aufgrund der steilen Flugbahn eignen sich diese besonders gut für den Einsatz in überbautem Gelände. Sie erlauben es, rasch Feuerschwergewichte (z. B. auf Truppenansammlungen oder Fahrzeuge) zu legen. Mit intelligenter Munition können auch Einzelziele punktgenau bekämpft werden.

#### Indirekte Feuerunterstützung auf mittlere Distanz (bis ca. 50 km)

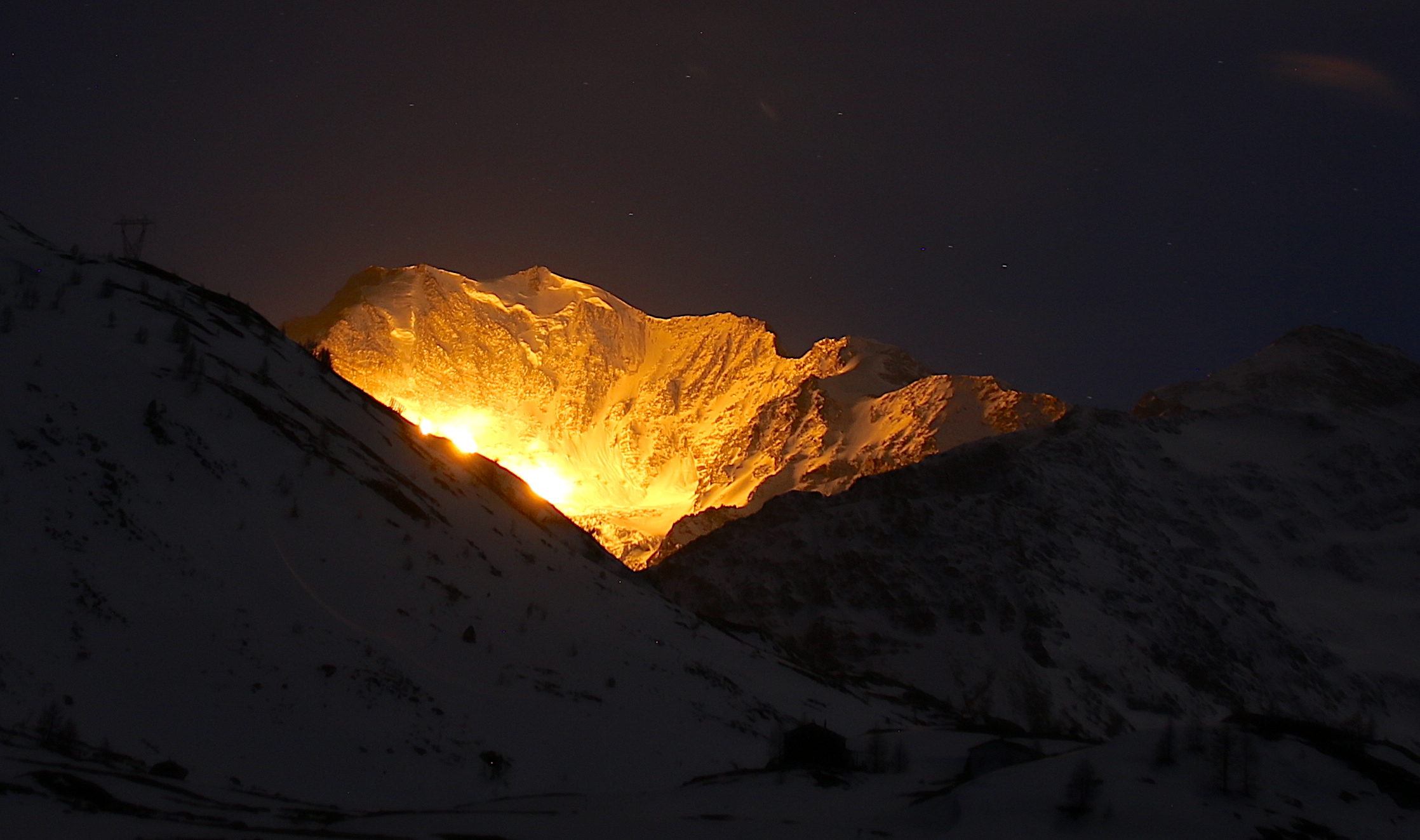
Beleuchtungsmunition

Die Schwerpunktwaffe für den Feuerkampf auf mittlere Distanz, das heißt innerhalb des Einsatzraumes einer Brigade, ist die Artillerie. Sie soll den Gegner in Deckung zwingen oder seine Kampfkraft so stark herabsetzen, dass er den Kampf nicht mehr weiterführen kann. Indem sie es ermöglicht, gegnerisches Feuer wirkungsvoll zu erwidern und gegnerische Mittel auszuschalten, trägt die Artillerie wesentlich zum Schutz der eigenen Kräfte bei. Verbände, die mit indirektem Feuer unterstützt werden, können sich zudem besser von gegnerischen Kräften lösen.
Gegen militärisch organisierte Streitkräfte wird die Artillerie eingesetzt, um gegnerische Einrichtungen, Bereitstellungen und Massierungen in Stauräumen zu bekämpfen sowie gegnerische Führungs-, Kommunikations- und Aufklärungsmittel und stehende, oftmals ungedeckte, Schlüsselfahrzeuge auszuschalten. Durch Artilleriefeuer kann überdies das Heranführen von Reserven unterbunden werden. Oft ist die Artillerie das einzige permanent verfügbare weitreichende Mittel, das es erlaubt, gegnerische Artillerieverbände zu bekämpfen (Konterbatteriefeuer). Die Artillerie eignet sich auch dazu, das Gefecht der Kampfverbände in deren Einsatzräumen direkt zu unterstützen.
Kampfhandlungen spielen sich heute häufig in sehr hohem Tempo und in großen Einsatzräumen ab. Moderne Artillerieverbände sind darauf ausgerichtet: Ihre Einsatzverfahren erlauben es, fast aus der Fahrt heraus zu schießen (halten – schießen – weiterfahren) und sofort nach der Schussabgabe neue Feuerstellungen zu beziehen. Mit autonomer Fahrzeugnavigation und auf jedem Geschütz vorhandenen Flugbahnrechnern ist es überdies möglich, mit dem Feuer eines Verbandes mehrere Ziele gleichzeitig zu bekämpfen.
Im gesamten Spektrum militärischer Bedrohungen wird die Artillerie auch bei der Gefechtsfeldbeleuchtung eingesetzt. Mit Nebelgeschossen kann die Artillerie zudem zur Einschränkung der Sicht und zur Verschleierung eigener Bewegungen auf dem Gefechtsfeld eingesetzt werden.

#### Indirekte Feuerunterstützung auf große Distanz
Auf große Distanzen (über 50 km) werden entweder weitreichende Boden-Boden-Systeme (moderne Rohrartillerie oder Raketenwerfer) oder Mittel der Luftwaffe (Kampfflugzeuge, Kampfhelikopter und bewaffnete Drohnen) eingesetzt. In modernen Armeen oder Koalitionen werden diese Mittel auf operativer Stufe integriert: Die für die Zielbekämpfung zuständige Stelle soll die jeweils am besten geeignete und im Einsatzraum verfügbare Waffe rasch nach dem Erkennen eines Zieles einsetzen können, unabhängig davon, welcher Teilstreitkraft (Heer, Luftwaffe oder Marine) sie unterstellt ist.
Bei Bogenschusswaffen wird mit zunehmender Einsatzdistanz aus physikalischen und meteorologischen Gründen die Streuung immer größer. Viele Streitkräfte streben jedoch danach, Ziele auch auf Distanzen bis zu 50 km mit Boden-Boden-Systemen präzise bekämpfen zu können. Über diese Fähigkeit verfügen – dank sogenannter intelligenter Artilleriegeschosse – im Jahr 2016 allerdings nur die Streitkräfte der USA, Australiens, Kanada und Schwedens. In Deutschland, Italien, Israel und Russland sind entsprechende Entwicklungen im Gange.

#### Entwicklung
In Europa gibt es im Jahr 2016 keine Armee, die auf indirektes Feuer – und damit auch auf die Artillerie – verzichtet. Die Fähigkeit, Kampftruppen mit Feuer auf unterschiedliche Distanzen zu unterstützen, wird praktisch überall weiterentwickelt, auch wenn die Anzahl der Geschütze in vielen Ländern reduziert wurde. Dabei geht die Tendenz dahin, das Leistungsvermögen des Gesamtsystems der Artillerie zu steigern. Verbesserte Aufklärung, Feuerführung, Mobilität, Schusskadenz, Reichweite und Präzision erlauben es, mit zahlenmäßig weniger Mitteln gleiche oder größere Wirkung zu erzielen.

### Einzelthemen

#### Aufstellung

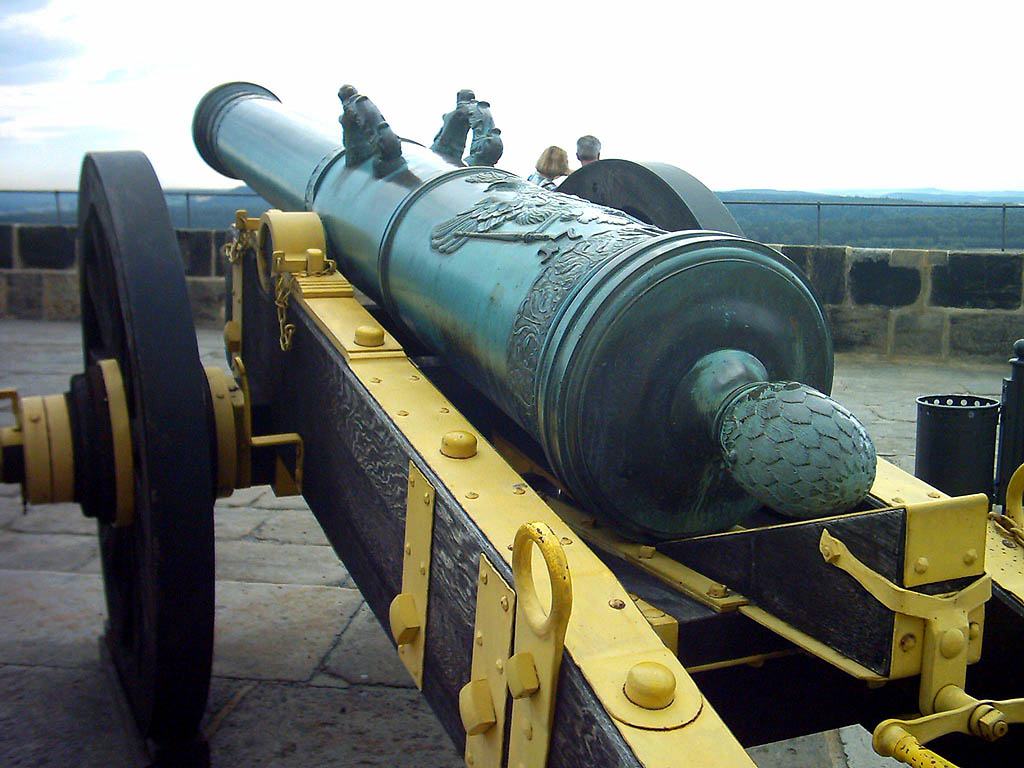
Festung Königstein, Sachsen: Kartaune auf Wandlafette

Artilleriegeschütze wurden ursprünglich offen aufgestellt und direkt gerichtet (mit Sicht auf das Ziel) und feuerten in der Regel auf Kernschussweite. Mit der fortschreitenden Entwicklung der Geschütze, die zu höherer Reichweite und Zielgenauigkeit führte, wurden offene Artilleriestellungen einfache Ziele für die feindliche Artillerie. Aus diesem Grunde stellten während des Russisch-Japanischen Krieges 1904/05 erstmals die Japaner ihre Artillerie in gedeckten Positionen auf (z. B. hinter einem Berg oder Hügel), von denen sie das Gefechtsfeld und den Zielsektor nicht mehr direkt beobachten konnten. Die europäischen Armeen folgten dieser Vorgehensweise des indirekten Richtens rasch.
Deshalb wird die Rohrartillerie spätestens seit den ersten Monaten des Ersten Weltkrieges ausschließlich in gedeckter Stellung eingesetzt, das heißt aus der Feuerstellung ist das Ziel nicht zu sehen. Trotz der zurückgezogenen Aufstellung kann der Standort der Artillerie geortet werden, wie früher akustisch durch Schallmessverfahren mit Triangulation, durch Radarerfassung der Flugbahn der Geschosse oder durch bildgebende Aufklärung wie früher CL289. Daher mussten und müssen die Feuerstellungen oft gewechselt werden.

#### Beweglichkeit

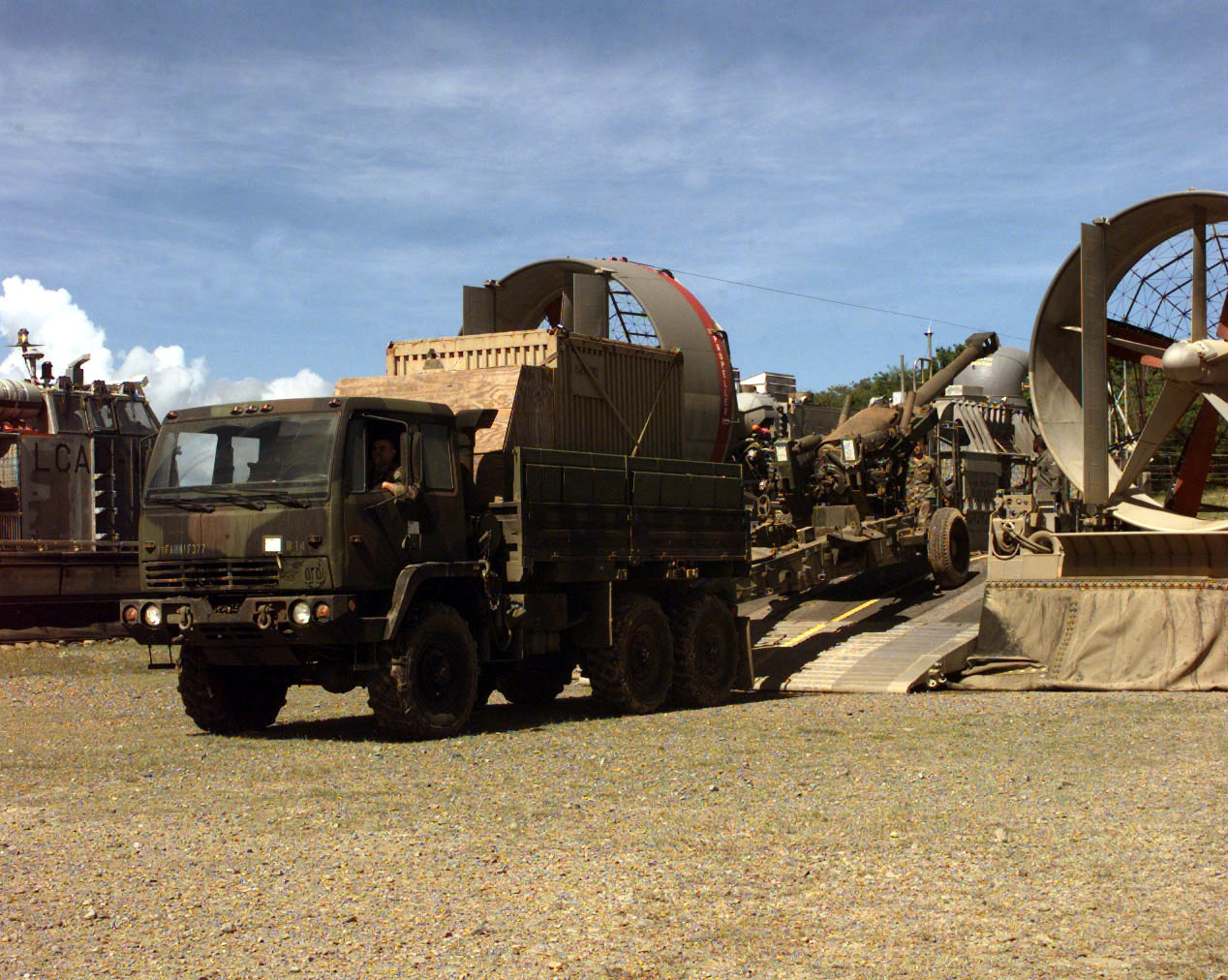
LKW zieht eine 155-mm-Howitzer M198 von einem LCAC

Die Beweglichkeit der Artillerie kann durch Selbstfahrlafetten für Rohrwaffen (Panzerhaubitzen) der Panzerartillerie, geschützte Radfahrzeuge mit aufgesetzten Haubitzen der Feldartillerie und ungepanzerte Radfahrzeuge für Raketenwaffen erhöht werden. Da Artilleriestellungen nach einer Aufklärung durch den Feind sofort von der feindlichen Artillerie bekämpft werden, sind viele Artilleriesysteme heute Panzerhaubitzen. Ein Nachteil der Panzerhaubitzen ist jedoch, dass sie über längere Strecken den Einsatz von Schwerlasttransportern oder einen Schienen- bzw. Schiffstransport erfordern. Für eine Verlegung per Luft sind sie – wie Kampfpanzer – wegen des hohen Gewichts nur bedingt geeignet. Geschützte, selbstfahrende Artilleriesysteme auf einem Fahrgestell mit Rädern sind meist lufttransportfähig. Sind die Systeme zudem selbstvermessend, werden häufige, auch vorsorgliche Feuerstellungswechsel erleichtert. Die Gefahr durch Gegenartilleriefeuer sinkt. (→ CAESAR)

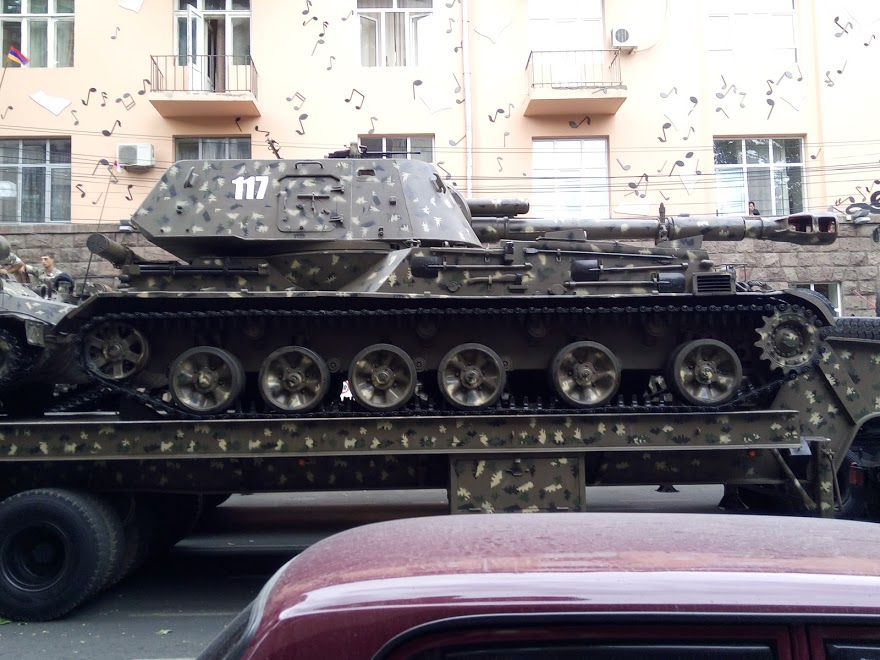
Panzerhaubitze 2S3 auf dem Tieflader eines Panzertransporters

Die Stellungen der Rohrartillerie der Bundeswehr werden nach dem Ein-Drittel-Zwei-Drittel-Prinzip erkundet. Damit sollten die Stellungsräume ein Drittel der mittleren Kampfentfernung hinter der Front liegen. Dadurch verbleiben zwei Drittel der mittleren Kampfentfernung für Feueraufträge.

#### Zielaufklärung

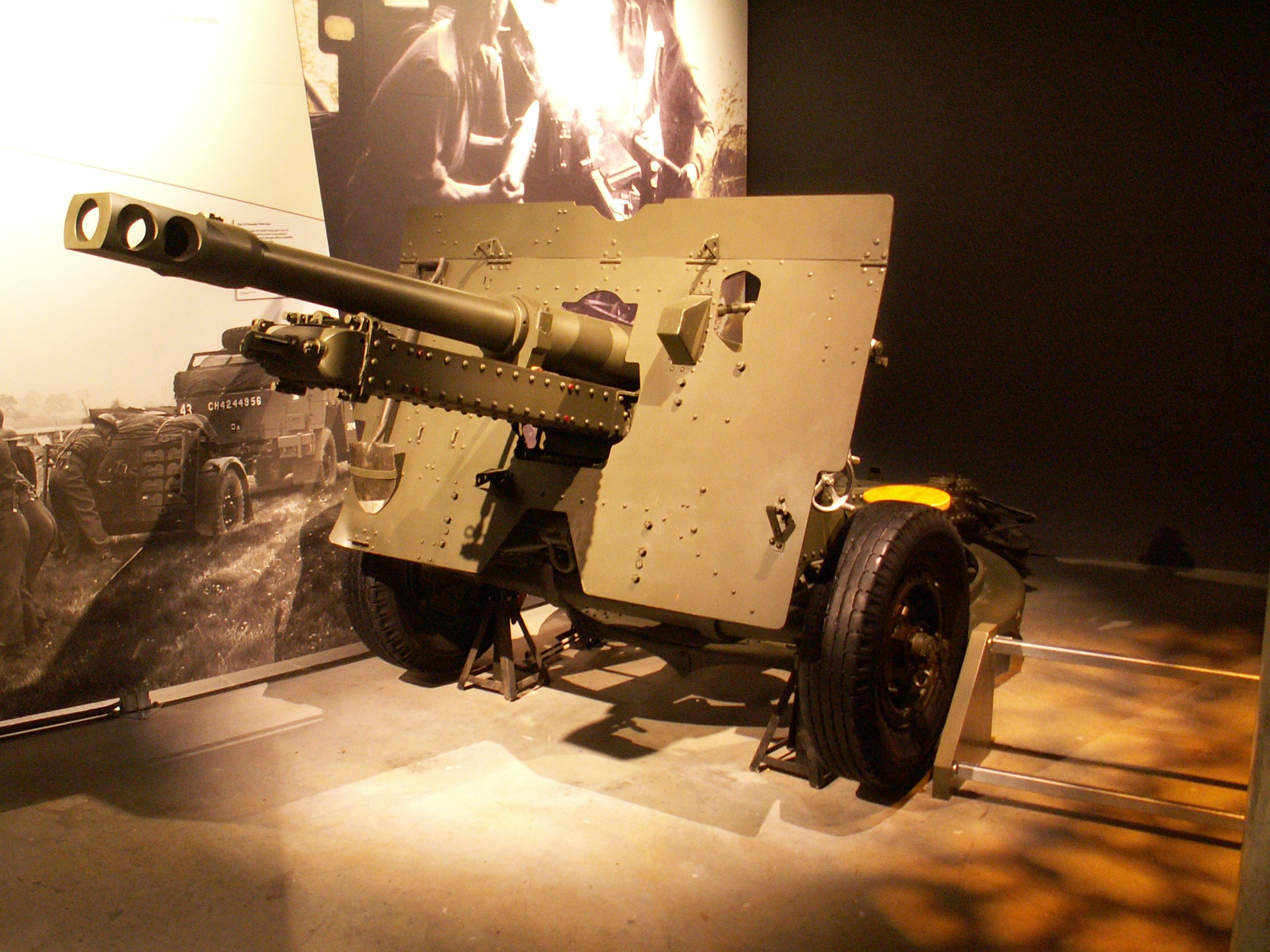
Kanadische 25-Pfund-Schnellfeuer-Feldartillerie (87,6 mm), Zweiter Weltkrieg

Durch den Übergang von der offenen in die verdeckte Stellung musste indirekt gerichtet werden, das heißt die Zielaufklärung erfolgt bei der Rohrartillerie meist durch vorgeschobene Beobachter (heute: Artilleriebeobachter) oder mit technischem Hilfsmittel, dem Artilleriebeobachtungsradar (M113 ABRA), welche die Position der Ziele ermitteln und aus dem Schießergebnis die Einweisung korrigieren.
Diese Beobachter verfügen heutzutage meist über technische Mittel zur Entfernungs- und Richtungsmessung (Laserortung), teilweise können diese Geräte per Datenstrecke die Zielkoordinaten direkt an die Feuerleitrechner übertragen. Die Feuerleitrechner ermitteln anhand der Zielkoordinaten und der Stellungskoordinaten die Schussrichtung, Rohrerhöhung sowie die zu verwendende Treibladung eines Geschützzuges. Je nach Zielgröße wird das Feuer verschiedener Geschützzüge zusammengefasst, dabei kann das Feuer so koordiniert werden, dass die ersten Geschosse der verschiedenen Stellungen gleichzeitig im Ziel eintreffen.
Weiterhin werden Ziele auch durch technischen Mittel der aufklärenden Artillerie oder durch Meldungen der Kampftruppe aufgeklärt.
Wird nur nach Karte geschossen, so spricht man von Planschießen.

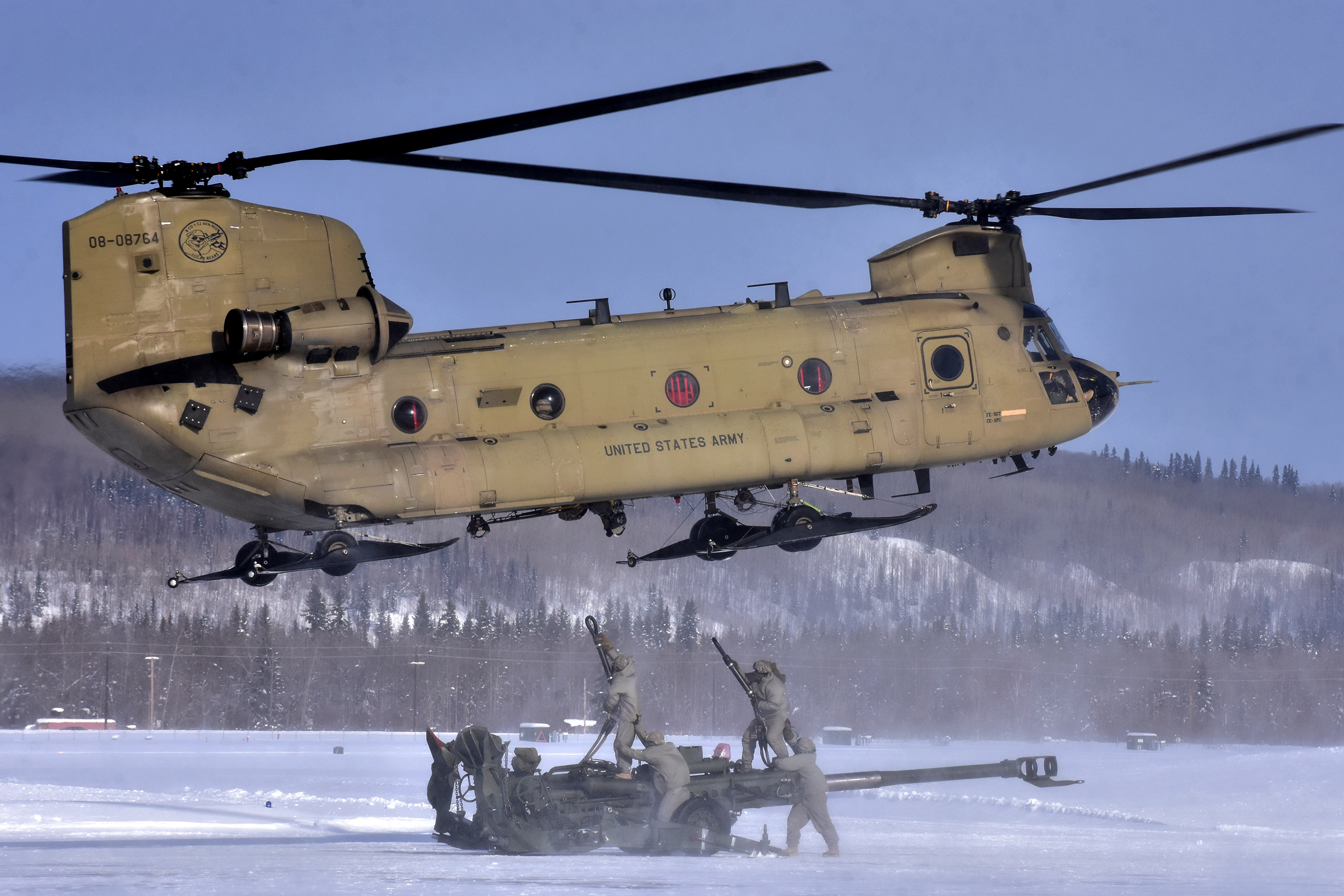
Luftverlastung einer M777 durch einen CH-47

Durch die Verbesserung der technischen Aufklärung ist es teilweise möglich, ein Geschoss im Fluge zu vermessen und die Koordinaten der Feuerstellung zu errechnen. Durch die dadurch auftretende höhere Gefährdung werden die Geschütze in den Feuerstellungen in großen Abständen (aufgelockerte Feuerstellung) aufgestellt und eine Feuerstellung wird nach dem Erfüllen eines Feuerauftrages rasch gewechselt (Stellungswechsel).
Durch den Zwang zu hoher Beweglichkeit werden fast nur noch Geschütze auf Selbstfahrlafetten, nach Möglichkeit unter Panzerschutz (Panzerhaubitze), eingesetzt. Aus Gewichtsgründen kommen für Spezialaufgaben noch leichte Feldgeschütze zum Einsatz (Luftverlastbarkeit) wie die amerikanische 105-mm-Howitzer M119 oder in der Bundeswehr früher die 105-mm-Gebirgshaubitze Modell 56 in der Luftlande-Artilleriebatterie 9.
Neuerdings denkt man wieder an „leichte“ Artilleriegeschütze, die aufgrund der vermehrten Auslandseinsätze der Bundeswehr luftverlastbar sein müssen. Die grundlegende Technik soll der PzH 2000 entsprechen; allerdings sind wegen der erforderlichen Gewichtseinschränkungen (nur ca. 50 % des Gewichts der PzH 2000) bestimmte Einschränkungen hinzunehmen. Diesen Forderungen entspricht die schwedische geschützte Selbstfahrlafette Artilleriesystem Archer, mit dem die Bedarfslücke für Brigadeartillerie in den Infanteriebrigaden gedeckt werden könnte.

#### Feuerleitung

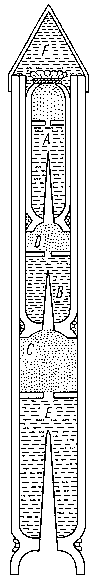
Rakete von Kazimieras Simonavičius, Artis Magnae Artilleriae

Die Feuerleitung erfolgt in schießenden Batterien mit herkömmlichen Waffensystemen durch die Feuerleitstelle. (Mit der Einführung autonomer Waffensysteme wie MLRS/MARS und PzH 2000 entfällt die Vermessung der Feuerstellung und die Ermittlung der Schusswerte in der Feuerleitstelle, da diese Systeme über Navigationsanlagen und interne Feuerleitrechner verfügen.) Die Feuerleitung erfolgt hier durch die Umsetzung von Feueraufträgen bzw. Feuerbefehlen in Feuerkommandos. Das beinhaltet die Zuordnung der Ziele zu den Geschützen bzw. Raketenwerfern und die Festlegung der Art der Zielbekämpfung: Da die Waffensysteme beim indirekten Richten keine Sicht zum Ziel haben, ermittelt die Feuerleitstelle die Schusswerte (Richtung und Erhöhung des Geschützes bzw. Werfers) und übermittelt diese im standardisierten Feuerkommando zusammen mit den weiteren Angaben an das Waffensystem. Heutzutage werden in den Feuerleitstellen zur Ermittlung der Schusswerte Feuerleitrechner genutzt; im Hilfsverfahren kann dies aber auch mittels Feuerleitplan oder Kommandogeber, Schusstafel und Rechenzettel manuell erfolgen.
Durch eine Anpassung der Rohrerhöhung und der Treibladung lassen sich Ziele hinter Deckungen bekämpfen oder gegebenenfalls der Auftreffwinkel der Geschosse so flach gestalten, dass Abpraller erzielt werden.
Um sichere Schießgrundlagen für das indirekte Richten zu besitzen, muss das Geschütz bzw. der Werfer eine vermessene Feuerstellung beziehen. Die dazu traditionell notwendige Vermessung durch Vermessungs- oder Richtkreistrupps wird allerdings zunehmend von GPS abgelöst. Das Ausrichten des Waffensystems auf die jeweilige Schussrichtung erfolgt durch ein Rundblickfernrohr mit Hilfe von Festlegepunkten. Hierbei werden die Festlegewerte (Grundrichtung oder Nordrichtung) des Geschützes/Werfers beim Richten über die Festlegepunkte unterlegt und sind die Basis für die folgenden Feueraufträge.
Basierend auf den Feuerstellungskoordinaten und den Zielkoordinaten werden
- Teilring, die Richtung der Waffe (CH = Azimut)
- Erhöhung (CH = Elevation) errechnet und die
- Treibladung festgelegt.

In der Berechnung werden in der Regel berücksichtigt
a) die innenballistischen Einflüsse (nur Rohrartillerie)
- Pulvertemperatur
- individueller Korrekturfaktor eines jeden Rohres
- Geschossgewicht

b) die außenballistischen Einflüsse
- Lufttemperatur
- Luftdruck
- Luftfeuchtigkeit
- Windrichtung und Stärke
- Drall
- Erddrehung (Corioliskraft).

Stehen die obigen Daten nicht oder nur eingeschränkt zur Verfügung, so wird durch das Einschießen ein entsprechender Korrekturfaktor ermittelt.
Da die Berechnung von Flugbahnen ein erhebliches, zeitaufwändiges Problem darstellte, erfolgte (in der Bundeswehr bis Ende der 1960er Jahre) in der Feuerleitung die Ermittlung der Erhöhung sowie der Seitenkorrektur manuell mit Rechenzettel und Schusstafel. Mit der Einführung elektronischer Feuerleitrechengeräte wie dem analogen „Artillerierechner Typ BUM“ und später dem digitalen „Artillerierechner FALKE“ konnten die Schusswerte rechnergestützt schneller ermittelt werden.
Die heutige technische und taktische, waffensystemübergreifende Feuerleitung erfolgt in der deutschen Artillerie mit dem Artillerie-, Daten-, Lage- und Einsatz-Rechnerverbund (ADLER). Dieses Führungs- und Waffeneinsatzsystem (FüWES) wurde ab Mai 1995 in die deutsche Artillerie eingeführt.
Bei Gefechten auf See – mit sich bewegendem Geschütz und Ziel – müssen neben den innen- und außenballistischen Einflüssen noch Korrekturen für Kurs und Geschwindigkeit des eigenen und des Zielschiffes angebracht werden. Außerdem müssen noch die Schiffsbewegungen durch Wellengang ausgeglichen werden. Die Feuerleitung der Schiffsartillerie erfolgte daher seit dem Ende des 19. Jahrhunderts durch „Zentrale Leitstände“, die zunächst optisch, später auch mittels Radar die Ziel- und Schussdaten ermittelten. Nach dem Zweiten Weltkrieg wurde das automatische Richten die Geschütze durch die zentrale Feuerleitung entwickelt und eingeführt.

## Geschichte

### Antike

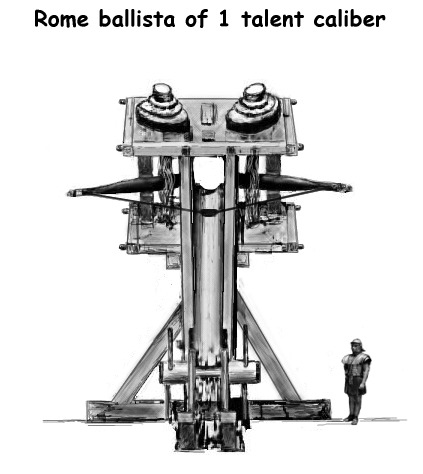
Römische Balliste aus der Kaiserzeit mit Geschossgewicht von einem Talent (ca. 27 kg)

Als Artillerie – in unterschiedlichsten Abwandlungen: Arkeley, Artollerei, Archiley, Artellarey – wurden bereits vor der Erfindung des Schießpulvers die antiken und mittelalterlichen Kriegsmaschinen bezeichnet. Schon in Zeiten des Hellenismus und des Römischen Reiches spielte Artillerie eine nicht zu vernachlässigende Rolle in der Kriegsführung, sowohl bei Belagerungen, in Feldschlachten sowie auch bei Seeschlachten. Torsionsgeschütze wie Balliste, Skorpion oder Onager dominierten als Artilleriewaffen der Antike. Ihnen standen – je nach Geschützgröße – eine große Bandbreite an verschiedenen Munitionstypen und Geschosskaliber zur Verfügung. Die Bedeutung und der Einsatz von Artillerie nahm nach dem Zusammenbruch des Weströmischen Reiches aufgrund veränderter Kriegstaktik und mangelnder Logistik der weniger zentralisierten Nachfolgestaaten ab. Eine Ausnahme bildet das Byzantinische Reich, in dessen Heer weiterhin Artillerie regelmäßig zum Einsatz kam und die Munitionstypen teils weiterentwickelt wurden (siehe Griechisches Feuer).

### Hoch- und Spätmittelalter

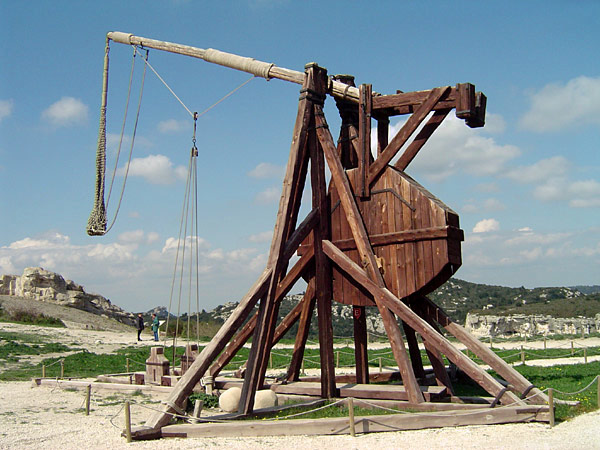
Rekonstruktion eines spätmittelalterlichen Triboks

Erst im späten Hochmittelalter spielten vor allem die neu eingeführten Triboke wieder eine größere Rolle bei Belagerungen von immer stärker befestigten Burganlagen. Die ersten Pulvergeschütze wurden bei Belagerungen gebraucht, wo sie in den Mauern der Burgen und Städte die Ziele fanden, deren Zerstörung man mit ihrer Hilfe leichter und aus größerer Ferne zu bewerkstelligen hoffte, als dies mit den bisherigen Kriegsmaschinen möglich war. Bald bediente sich jedoch auch der Verteidiger der Geschütze und machte seine Mauern durch das Anschütten eines Erdwalles dahinter zu ihrer Aufstellung geeignet. Die Rohre, ohne Schildzapfen, wurden auf Holzunterlagen gelegt und ihr Rücklauf durch eine dahinter angebrachte Verpfählung gebremst. Diese Unbeholfenheit in ihrer Bewegung musste naturgemäß die Anwendung von schweren Geschützen sehr beschränken. Man fertigte deshalb auch leichtere Geschützrohre, legte sie auf Bockgestelle oder in Laden, diese auf Unterlagen, die ein Heben der Mündung oder des Bodenstücks mittels der seitlichen Richthörner gestatteten. Die Bockgestelle erhielten dann Räder, wurden also fahrbar, oder man transportierte die Rohre in ihren Gestellen auf besonderen Wagen und ermöglichte so ihre Verwendung in der Feldschlacht. Der erste bestimmt nachgewiesene Gebrauch der Feuerwaffen findet sich in der Chronik von Metz vom Jahr 1324. Die Engländer sollen bereits 1346 bei der Schlacht von Crécy einige (drei oder sechs) leichte Kanonen in freier Feldschlacht verwendet haben, diese Angabe wird jedoch vielfach bestritten.

### Frühe Neuzeit

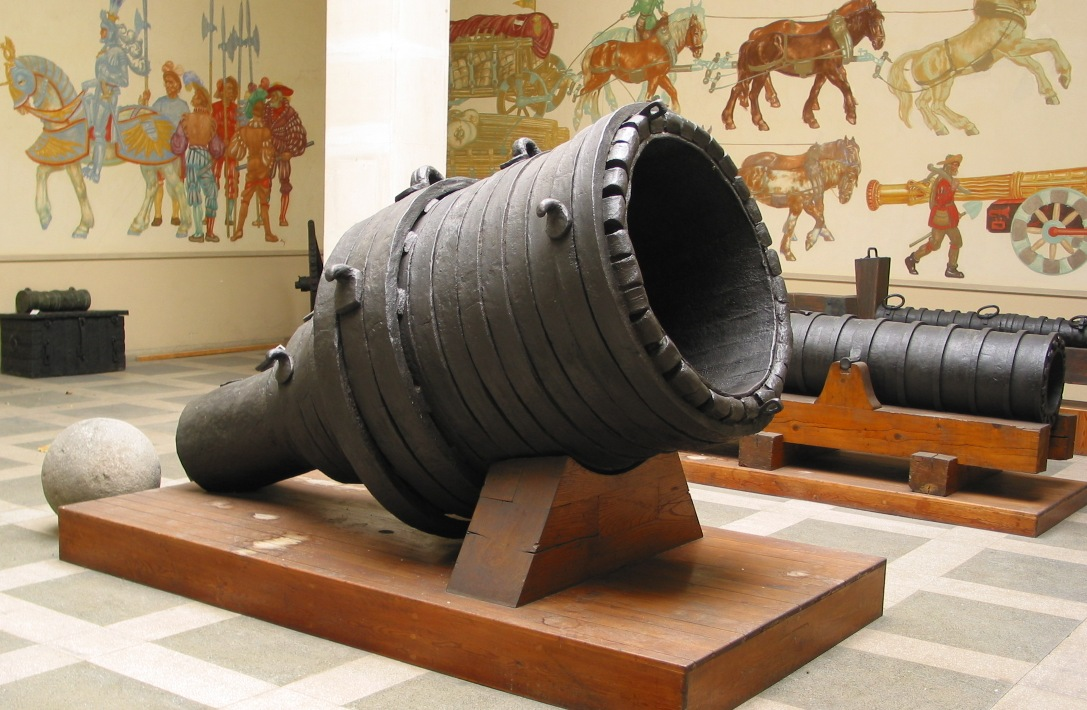
Das Riesengeschütz Pumhart von Steyr ist die größte bekannte schmiedeeiserne Bombarde.

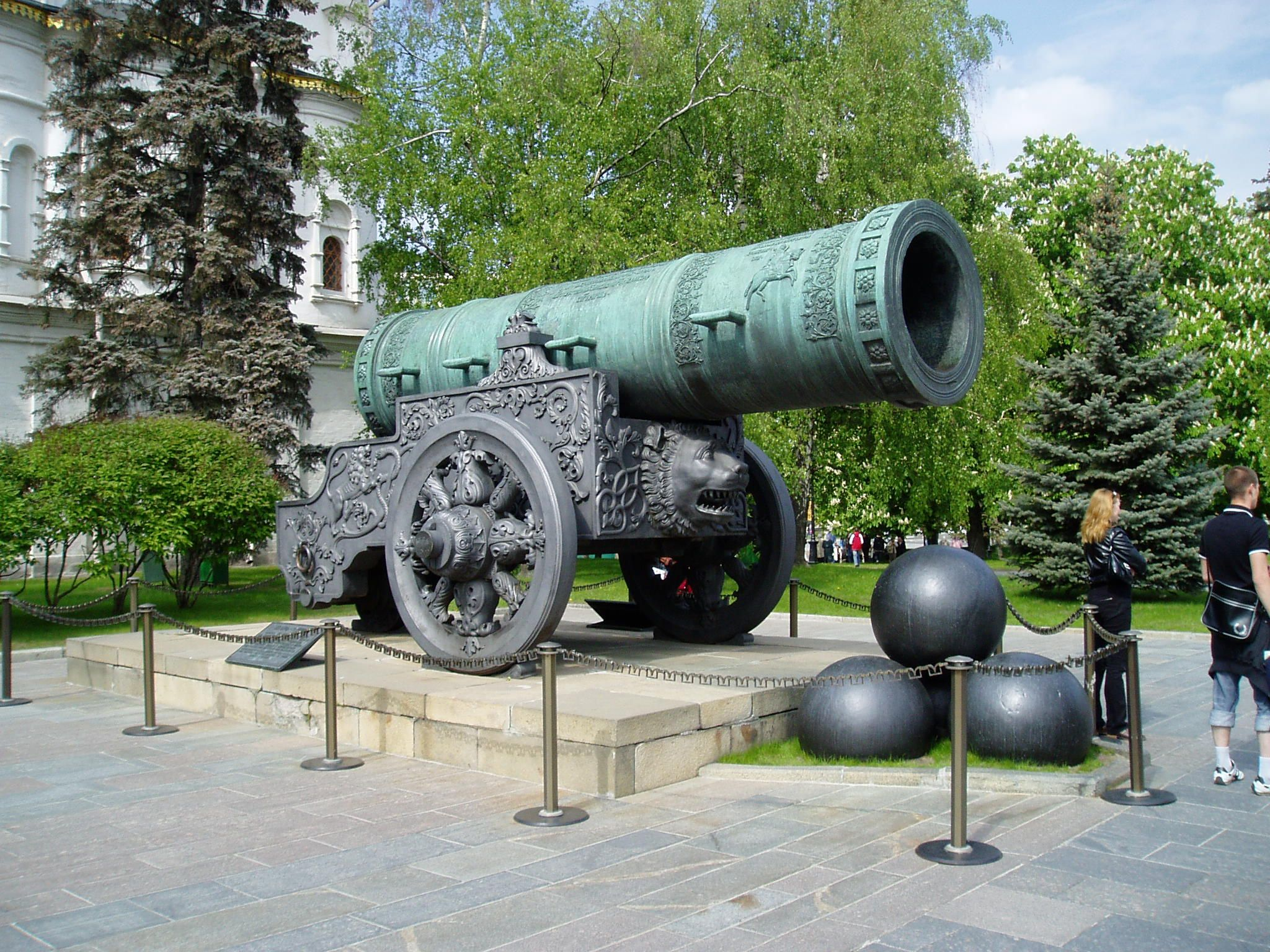
Die Zarenkanone ist eine vermutlich nie zum Einsatz gekommene Steinbüchse, die bis heute im Moskauer Kreml als Denkmal ausgestellt ist und mit ihren gewaltigen Ausmaßen ein markantes Denkmal der Artillerie und der Gusstechnik des frühneuzeitlichen Russlands darstellt.

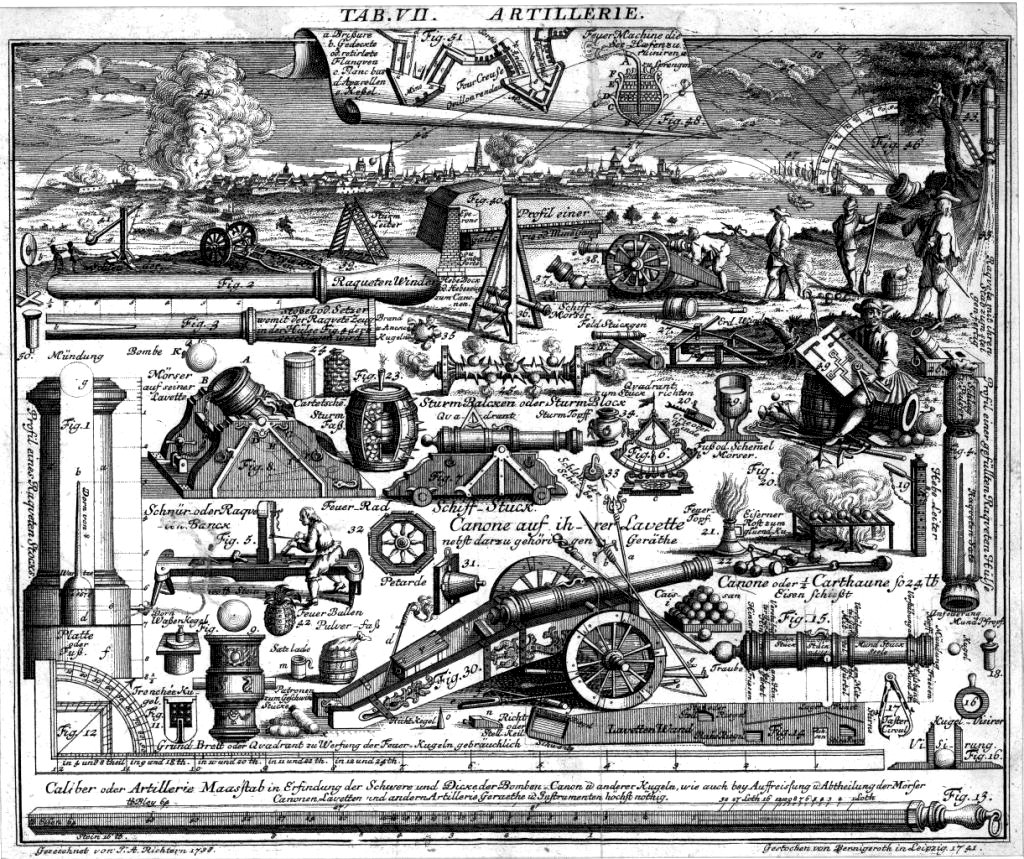
Übersicht Artillerie von 1741

Ein sachlicher Unterschied zwischen Feld-, Festungs- und Belagerungsartillerie bestand anfangs nicht, man nahm mit ins Feld, was sich transportieren ließ, und zwar möglichst viel, um den Ritter mit seinem schweren Panzer zu Fall zu bringen. Die Zahl der in Feldschlachten verwendeten Geschütze hatte sich zu Anfang des 15. Jahrhunderts erheblich gesteigert; die Hussiten eroberten in der Schlacht bei Riesenberg 1431 bereits 150 Geschütze. Den tiefgreifendsten und nachhaltigsten Anstoß erfuhr das Geschützwesen durch die Reichsstädte, namentlich Nürnberg, die bei ihrem Emporblühen in ihrer eigenen Wehrkraft die sicherste Stütze für ihre Selbständigkeit sahen. Sie hatten ihren Stückgießer, ihren Zeugmeister und errichteten Zeughäuser zur Aufbewahrung ihrer Vorräte, die um die Mitte des 15. Jahrhunderts in Nürnberg außerordentlich groß waren. 1445 ließ diese Stadt durch ihren Meister Hans von der Rosen eine 519 Zentner schwere Hauptbüchse gießen. Natürlich wollte auch jeder Stückgießer, von denen viele zur Zunft der Büchsenmeister gehörten, selbständig sein und Geschütze nach seiner Art herstellen, woraus die zahllosen Kaliber und speziellen Konstruktionen der Geschützrohre wie ihrer Lafetten entstanden. Einheitlicher war nur das Geschützwesen der Fürsten, von denen Karl der Kühne von Burgund ihm besonderes Interesse widmete; er soll zuerst Geschütze mit Schildzapfen sowie solche aus Gusseisen gehabt haben. Auch seine Lafetten waren schon verhältnismäßig leicht fahrbar, woraus sich seine bedeutende Artillerie erklärt, denn in der Schlacht bei Grandson am 3. März 1476 fielen den Schweizern 400 Geschütze in die Hände. Bei ihrer geringen Beweglichkeit und dem großen Wert, den man auf die Erhaltung der Geschütze legte, gab man ihnen eine Bedeckung aus den tapfersten Truppen. Wie damals ein Kampf nur durch das Handgemenge entschieden wurde, so konnten Geschütze nur im Kampf Mann gegen Mann gewonnen oder erobert werden, was bei deren tapferer Verteidigung dem Sieger zu besonderem Ruhm gereichte. Deshalb wurden auch die Geschütze zu den Trophäen der Schlacht gerechnet – ein Gebrauch, der heute noch nicht erloschen ist.

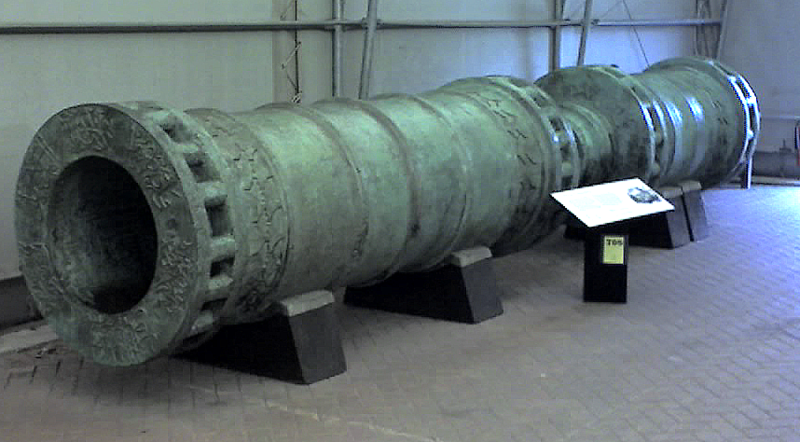
Das Dardanellengeschütz ist ein osmanisches Riesengeschütz aus Bronze aus der Mitte des 15. Jahrhunderts. Es ist das größte und schwerste erhaltene Geschütz des 15. Jahrhunderts und befindet sich in der Ausstellung der Royal Armouries im englischen Hampshire

Verdienste um die Entwicklung der Artillerie erwarben sich im ausgehenden 15. und beginnenden 16. Jahrhundert besonders die französischen Könige sowie die habsburgischen Kaiser Maximilian I. und Karl V. Maximilian schuf ein System von Kalibern (6-, 12-, 24-Pfünder), das für die nächsten Jahrhunderte Geltung behielt. Auch ließ er die Lafettenkonstruktion durch Martin Merz († 1501) vervollkommnen. Er führte auf seinem Zug nach Venedig 1509 schon 106 Geschütze auf Räderlafetten mit, die gegen Mitte des 16. Jahrhunderts auch ein Marschlager erhielten und beim Schießen auf Holzbettungen standen und daher einen Rücklauf hatten – eine bahnbrechende Neuerung im Gebrauch der Artillerie. Eine separate Artillerietruppe wurde erstmals von Franz I. geschaffen, der die französische Artillerie als gesonderte Abteilung unter einem Großmeister der Artillerie organisierte. Dennoch blieb die Artillerie eine Zunft, die auf den Schultern der Büchsenmeister ruhte. Die Büchsenmeister unterschied man in Feuerwerker, die mit Wurfgeschützen umzugehen, Kunstfeuer anzufertigen und den Mineurdienst zu verrichten wussten; Büchsenmeister, die mit Kartaunen schossen, und die Schlangenschützen; sie luden und richteten das Geschütz, während die übrigen Verrichtungen bei der Bedienung von Handlangern, den Schanzbauern, ausgeübt wurden. Sie unterstanden dem Schanzbauerhauptmann und dem Schanzmeister und verrichteten Pionierdienste (Schanzen-, Wege- und Brückenbau) und gehörten von Anfang an zur Artillerie. Die Stückknechte saßen als Fahrer auf den Zugpferden der Geschütze. Bei der Schlacht bei Renty im Artois (1554) wurden von Kaiser Karl V. erstmals in der Artilleriegeschichte Protzen eingesetzt, die einen leichteren und schnelleren Transport der Geschütze auf vier statt nur zwei Rädern erlaubten und erheblich zur Mobilität der Kanonen auch im Gefecht beitrugen.
Im elisabethanischen England wurde um ca. 1580 an Stelle der auf den bisherigen Kriegsschiffen bereits vorhandenen unterstützend eingesetzten Geschütze eine leistungsfähige Schiffsartillerie hoher Reichweite als Hauptbewaffnung entwickelt. Die daraus resultierende veränderte Taktik des Seegefechts revolutionierte den Seekrieg. Erstmals zeigte sich die Überlegenheit dieses Konzeptes 1588 gegenüber der Spanischen Armada: statt der bisherigen Nahkämpfe auf geenterten, im Gefecht häufig geruderten Schiffen und des Rammens – wie sie von den Römern in den Punischen Kriegen 1700 Jahre zuvor eingeführt worden war – wurden zur See von nun an Artilleriegefechte unter Segel ausgetragen.
Dem Dreißigjährigen Krieg aber blieb es vorbehalten, die Bedeutung der Feldartillerie in der ihr von Gustav Adolf gegebenen technischen Vervollkommnung, ihrer Organisation und taktischen Verwendung in außerordentlicher Weise zu heben. Gustav Adolf erleichterte die Geschütze und dadurch ihre Beweglichkeit, gab den Infanterieregimentern die Regimentskanonen und vereinigte die übrigen Geschütze zu größeren Batterien auf den Flügeln der Truppenstellungen, häufig maskiert, so dass sie den Feind mit ihrem Feuer überraschten, wie in der Schlacht bei Breitenfeld die Reiterei Isolanis. Den Übergang über den Lech erzwang er sich mit 72 Geschützen in drei Batterien, und vor Frankfurt an der Oder brachte er 200 Geschütze aller Kaliber ins Feuer. Die Franzosen waren jedoch die ersten, die ein förmlich organisiertes Artilleriekorps besaßen, das 1695 bereits aus 16 Bataillonen bestand. Wie in allen Zweigen des Kriegswesens, war Friedrich der Große auch Reorganisator der Artillerie. Die Regimentskanonen ließ er durch Infanteristen bedienen, im Übrigen trennte er die Feld- von der Festungsartillerie, formierte die Artillerie zu Bataillonen, deren 1762 bereits sechs à fünf Kompanien bestanden, und errichtete 1759 die erste Batterie reitender Artillerie. Die Einteilung in Kompanien und Batterien bezog sich nicht auf eine bestimmte Anzahl Geschütze wie heutzutage; eine solche fand erst Anfang des 19. Jahrhunderts durch den Prinzen August von Preußen nach Vorbild der Franzosen statt, bei denen sechs bis acht Geschütze eine Batterie bildeten; die Regimentsartillerie löste er auf, formierte die Artillerie zu Brigaden, ließ die Festungsartillerie darin aufgehen und die Kompanie abwechselnd Feld- und Festungsartillerie sein – eine Einrichtung, die bis 1852 bestand; er errichtete die Artilleriehandwerksstätten, die Artillerieprüfungskommission, die Stellung als Artillerieoffizier vom Platz in den Festungen und führte die fahrenden Artilleristen (Fahrer) an Stelle der Stückknechte ein.

### 19. Jahrhundert

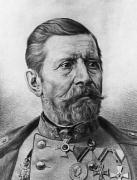
Die von Franz Freiherr von Uchatius erfundene Stahlbronze stellte den Endpunkt der Bronzegeschütze dar. Das Rennen zwischen den Bronzegeschützen und den Stahlrohrgeschützen war spätestens im Ersten Weltkrieg zu Gunsten der Stahlrohre entschieden.

Eine neue Epoche begann für die Artillerie mit der Einführung der gezogenen Geschütze. Angeregt durch die Versuche Martin von Wahrendorffs mit einem Verschluss für Hinterladung 1840 und Cavallis, der damit ein Zugsystem und Langgeschosse verband, begannen in Preußen die Versuche mit gezogenen Hinterladekanonen und gepresster Geschossführung auf Anregung des Prinzen Adalbert von Preußen schon 1851, die aber erst zehn Jahre später zur Einführung kamen. Inzwischen hatte Frankreich sich beeilt, seine Feldartillerie mit gezogenen Vorderladekanonen (Canon de 4 modèle 1858) nach dem System La Hitte zu bewaffnen, um ihr dadurch im Feldzug 1859 in Oberitalien die Überlegenheit über die österreichische Armee zu sichern, was auch erreicht wurde. Infolgedessen kamen in Österreich 1863 gezogene Vorderladekanonen nach Lenks Bogenzugsystem zur Einführung. Hier entstanden, um schnellere Bewegungen der Feldartillerie zu ermöglichen, die Kavallerie- oder fahrenden Batterien, bei denen die Bedienungsmannschaften auf wurstähnlichen Reitsitzen der Lafetten und Munitionswagen (Wurstwagen) saßen; in Preußen, wo sie auf den Handpferden und dem Protzkasten saßen, wurde mit dem System C/64 mit seinen Gussstahlachsen, Gussstahlrohr, Rädern mit Bronzenaben und den Achssitzen etc. ein solches Maß von Beweglichkeit erreicht, dass diese Geschütze nicht nur das Fahren in den schnellsten Gangarten der Pferde gestatteten, in der sie der Kavallerie zu folgen vermochten, die Biegsamkeit zwischen Protze und Lafette ermöglichte auch ein Anpassen an so erhebliche Unebenheiten des Terrains, dass die Artillerie im Allgemeinen mit ihren Geschützen dahin zu kommen vermochte, wo sich Kavallerie bewegen konnte. Diese technische Vervollkommnung des Artilleriematerials gestattete eine taktische Verwendung der Feldartillerie, die sie den beiden Hauptwaffen kämpfender Armeen, der Infanterie und Kavallerie, als dritte Hauptwaffe ebenbürtig zur Seite stellte. Die Stahlrohrgeschütze der Firma Krupp im Krieg 1870/1871 galten als entscheidender Faktor für den Sieg der Preußen über Frankreich. Die französische Armee hatte noch mit Geschützen mit Bronzerohren gearbeitet, die weniger leistungsfähig waren. Das Rennen zwischen Stahl- und Bronzerohren war aber zu dieser Zeit noch nicht entschieden. So gelang es Franz von Uchatius durch die Erfindung der Stahlbronze ein modernes Geschützmaterial zu schaffen, das mit Geschützen aus Stahlrohren gleichwertig war. Zumal in den 1880er Jahren nur Deutschland und Großbritannien technisch in der Lage waren, Geschütze mit Stahlrohren zu bauen. Im Ersten Weltkrieg waren dann die Geschütze mit Bronzerohren den Stahlrohren endgültig unterlegen, da die Reichweitensteigerung durch Munition mit einem höheren Gasdruck erreicht wurde, dem die Stahlbronze nicht gewachsen waren. 
Die gegen Ende des 19. Jahrhunderts aufkommenden Brisanzgranaten konnten die meisten der damals vorhandenen Befestigungsanlagen durchschlagen und machten diese damit praktisch wertlos – es kam zur so genannten Brisanzgranatenkrise.

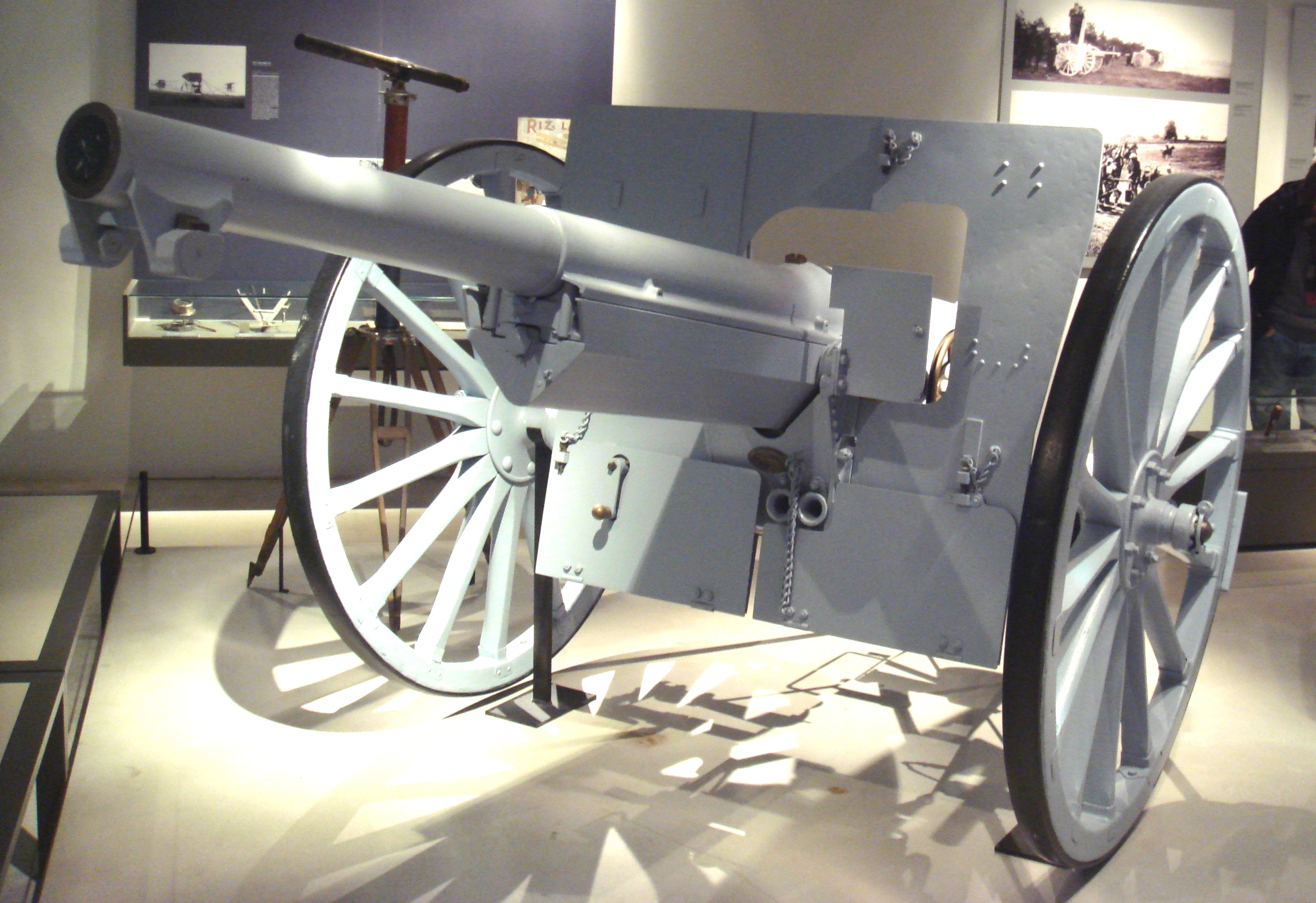
75 modèle 1897, ausgestellt im „musée de l’Armée“ (Hôtel des Invalides, Paris)

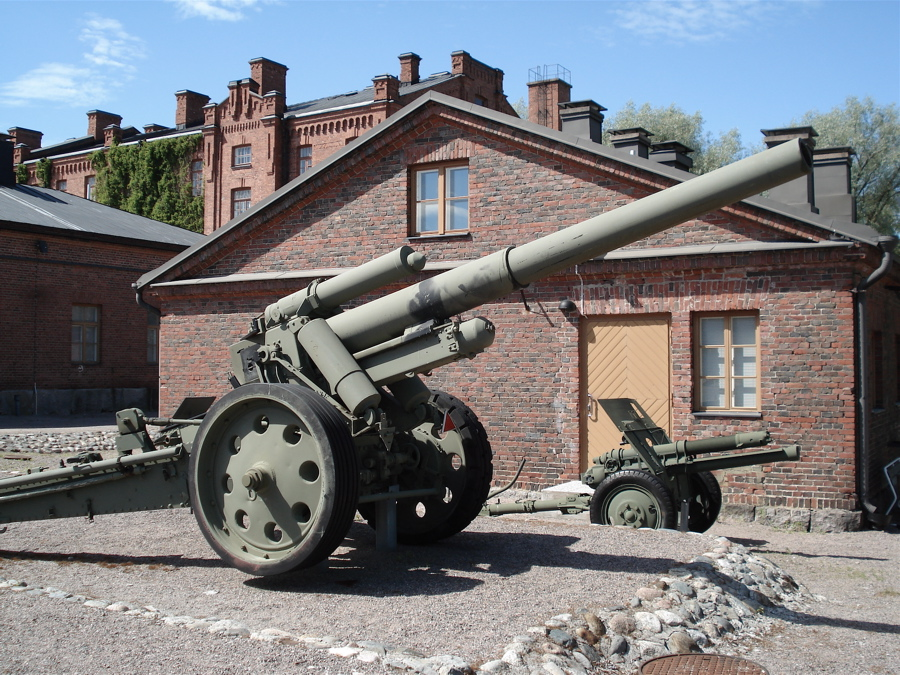
Schwere Feldhaubitze 18
(bis 1945 deutsches Standard-Artilleriegeschütz) Kaliber 15 cm; hier ohne Schutzschild

Im Jahr 1897 stellte Frankreich die Canon de 75 Modèle 1897 in Dienst (siehe Foto). Durch die konsequente Nutzung verschiedener, wenn auch teilweise schon existierender Erfindungen wie dem rauchschwachen Pulver, Patronenmunition oder einem leistungsfähigen Rohrrücklauf entstand das erste wirkliche Schnellfeuergeschütz der Welt.

### 20. Jahrhundert
„Höhepunkt“ der Rohrartillerie war der Erste Weltkrieg (1914–1918). Hier kamen alle Gattungen der Artillerie zum Einsatz. Dadurch änderte sich das Gesicht des Krieges nachhaltig: der jetzt besonders wirksame Einsatz von Granaten machte Bewegung in offenem Gelände sehr riskant und erzwang den Bau von Grabensystemen. Trotzdem gingen etwa 3/4 der Verluste der Kriegsparteien auf die Artillerie zurück, da auch neue Artillerie-Techniken und Taktiken (etwa die „Feuerwalze“) sowie der verstärkte Einsatz von Sprenggeschossen erprobt und eingeführt wurden.

Im Ersten Weltkrieg verschoss die Artillerie der Kriegsparteien zusammen etwa 850 Millionen Schuss. Nach dem Ersten Weltkrieg wurde durch eine höhere Mobilität der Infanterie und den Ausbau der Panzertruppen die Wirksamkeit der Artillerie beschränkt und die mobile Kriegsführung wieder ermöglicht. Dementsprechend wurden auch die Mobilität und der Panzerschutz der Artillerie ständig erhöht.

Im Laufe des Zweiten Weltkrieges wurde neben der bis dahin eingesetzten Rohrartillerie die Raketenartillerie weiter entwickelt. Bei den Verbänden des deutschen Heeres tauchte im Jahr 1940 erstmals der „Nebelwerfer“ (sechs kreisförmig angeordnete Rohre, die auf einer Lafette montiert waren) auf. Ähnliche Entwicklungen fanden zeitgleich auch bei den japanischen Streitkräften und den Alliierten statt. Die Rote Armee setzte das Katjuscha-Raketenartilleriesystem, das bei den deutschen Truppen gefürchtet war, bereits seit dem Kriegsbeginn ein.
Von 1952 bis 1963 waren die Vereinigten Staaten auch im Besitz von Geschützen mit Nukleargeschossen. Das 280-mm-Geschütz M65, auch „Atomic Annie“ genannt, wurde 1953 im Rahmen der Operation Upshot-Knothole in der Wüste von Nevada getestet.
Im Laufe der Truppenreduzierung der 1990er-Jahre war die Artillerie als Waffengattung, obwohl ihre aufklärende Komponente gerade in den Auslandseinsätzen wertvolle Dienste zur Informationsbeschaffung leistet, besonders stark betroffen.

## Kulturelle und gesellschaftliche Aspekte

### Museale Rezeption

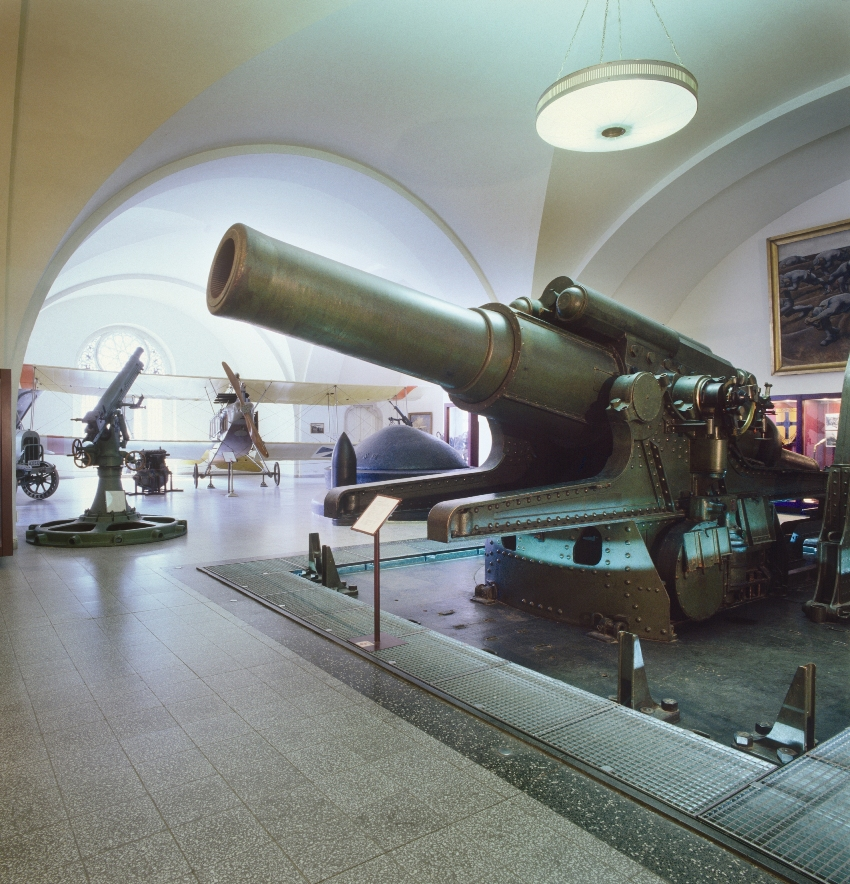
Haubitze M1916 im Heeresgeschichtlichen Museum in Wien

Das Heeresgeschichtliche Museum in Wien verfügt über eine der größten Artillerie- und Geschützrohrsammlungen der Welt. Sie umfasst rund 550 Geschütze und Rohre und zählt damit zu den bedeutendsten Sammlungen dieser Art. Der Bogen spannt sich dabei vom schmiedeeisernen Geschütz des Mittelalters, darunter auch der weltberühmte „Pumhart von Steyr“, bis hin zur Haubitze M 1916 aus dem Ersten Weltkrieg.

### Schlachtruf

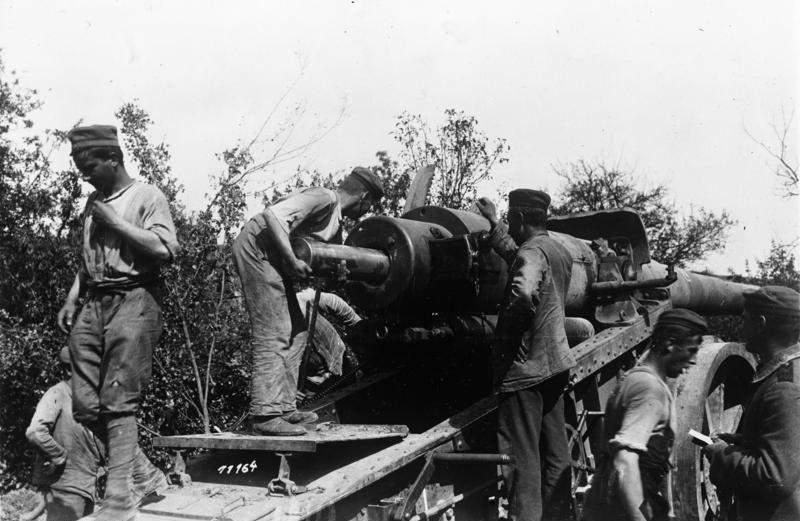
Deutsche Geschützmannschaft im Ersten Weltkrieg, 1914

Jede deutsche Waffengattung hat ihren eigenen Schlachtruf – so auch die Artilleristen: „Zu–Gleich!“ Er dient in Deutschland gleichzeitig zur Erkennung, Verbrüderung und Motivation. Er erklärt sich aus der zeitlichen Koordinierung der teilweise auch heute noch notwendigen gemeinsamen körperlichen Anstrengung der Geschützbesatzung bei verschiedenen Arbeiten. So beim Laden, wenn das Geschoss (manchmal – bei Kaliber 155 mm – über 50 kg schwer) mit dem Ansetzer in den Übergangskegel des Rohres gedrückt wird, oder beim Reinigen des Rohres nach dem Schießen, wobei eine Stange mit Bürstenkopf durch das Rohr gezogen wird. Auch gab es Geschütze, bei denen das Rohr auf dem Transport um einige Meter zurückgezogen und zum Schießen wieder nach vorn gezogen werden musste, was per Hand erfolgte. All dies ist nur unter der gemeinsamen und gleichzeitigen Anstrengung der Bedienungsmannschaft möglich.
Der Ruf kam ursprünglich aus der Zeit, in der die Geschütze noch von Pferden gezogen wurden. Wenn deren Kraft nicht ausreichte, mussten die Kanoniere in die Speichen greifen und die Zugkraft der Pferde verstärken. Das koordinierende „Zu Gleich“ entsprach dem bekannten „Hau–ruck“.

### Schutzpatronin
Die Heilige Barbara von Nikomedien ist die Schutzheilige der Bergleute und unter anderem auch die Schutzpatronin der Artilleristen.
Ihr Namenstag am 4. Dezember wird traditionell mit einer Barbarafeier begangen. Dabei tritt der jüngste Offizier des Verbandes als Barbara verkleidet auf und führt in der Regel durch den Abend. Auf der Feier werden ernste und nicht so ernstzunehmende Vorfälle des letzten Jahres in der Einheit, dem Verband oder sonstigen Einrichtung (z. B. Artillerieschule) auf humorvolle Art und Weise aufgearbeitet und insbesondere die Vorgesetzten aufs Korn genommen. Wenn dabei die Artilleristen Alkohol zu sich nehmen, spricht man davon, „der heiligen Barbara zu huldigen“.

## Berühmte Artilleristen
Bedeutende Militärs begannen ihre Laufbahn bei der Artillerie, so z. B.
- Napoleon Bonaparte
- Werner von Fritsch, Oberbefehlshaber des Heeres der Wehrmacht
- Hans-Peter von Kirchbach, Generalinspekteur der Bundeswehr, „Held von der Oder“
- Emil Körner
- Ernst von Prittwitz und Gaffron
- Adolf Siemens
- Georg Bruchmüller
- Gerhard von Scharnhorst